# Olympische Sommerspiele 2024/Teilnehmer (Italien)
| Gelbes Symbol für Goldmedaillen mit stilisierten Olympischen Ringen | Graues Symbol für Silbermedaillen mit stilisierten Olympischen Ringen | Braundes Symbol für Bronzemedaillen mit stilisierten Olympischen Ringen |
| ------------------------------------------------------------------- | --------------------------------------------------------------------- | ----------------------------------------------------------------------- |
| 12                                                                  | 13                                                                    | 15                                                                      |

Italien nahm an den Olympischen Spielen 2024 vom 26. Juli bis zum 11. August 2024 in Paris teil. Es war die insgesamt 29. Teilnahme an Olympischen Sommerspielen.
Für die Eröffnungsfeier der Olympischen Sommerspiele 2024 wurden die Florettfechterin Arianna Errigo und der Hochspringer Gianmarco Tamberi zu Fahnenträgern ihrer Nation ernannt.

## Medaillen

### Medaillenspiegel
| Rang   | Sportart       | Gold | Silber | Bronze | Gesamt |
| ------ | -------------- | ---- | ------ | ------ | ------ |
| 1      | Schwimmen      | 2    | 1      | 3      | 6      |
| 2      | Segeln         | 2    | 0      | 0      | 2      |
| 3      | Fechten        | 1    | 3      | 1      | 5      |
| 4      | Radsport       | 1    | 2      | 1      | 4      |
| 4      | Schießen       | 1    | 2      | 1      | 4      |
| 6      | Turnen         | 1    | 1      | 3      | 5      |
| 7      | Kanu           | 1    | 1      | 0      | 2      |
| 8      | Tennis         | 1    | 0      | 1      | 2      |
| 9      | Judo           | 1    | 0      | 0      | 1      |
| 9      | Volleyball     | 1    | 0      | 0      | 1      |
| 11     | Rudern         | 0    | 2      | 0      | 2      |
| 12     | Leichtathletik | 0    | 1      | 3      | 4      |
| 13     | Gewichtheben   | 0    | 0      | 1      | 1      |
| 13     | Taekwondo      | 0    | 0      | 1      | 1      |
| Gesamt | Gesamt         | 12   | 13     | 15     | 40     |

### Medaillengewinner
| Name/n | Sportart       | Wettkampf                   |
| --- | -------------- | --------------------------- |
| Gold |                |                             |
| Thomas Ceccon | Schwimmen      | 100 m Rücken                |
| Nicolò Martinenghi | Schwimmen      | 100 m Brust                 |
| Alice D’Amato | Turnen         | Schwebebalken               |
| Marta Maggetti | Segeln         | Windsurfen iQFoiL           |
| Ruggero Tita Caterina Banti | Segeln         | Nacra 17                    |
| Rossella Fiamingo Giulia Rizzi Alberta Santuccio Mara Navarria | Fechten        | Degen Mannschaft            |
| Gabriele Rossetti Diana Bacosi | Schießen       | Skeet Mixed                 |
| Chiara Consonni Vittoria Guazzini | Radsport       | Madison                     |
| Giovanni De Gennaro | Kanu           | K1                          |
| Ekaterina Antropova Caterina Bosetti Carlotta Cambi Anna Danesi Alice Degradi Paola Egonu Sarah Fahr Monica De Gennaro Gaia Giovannini Marina Lubian Alessia Orro Myriam Sylla | Volleyball     | Volleyball Damen            |
| Sara Errani Jasmine Paolini | Tennis         | Doppel                      |
| Alice Bellandi | Judo           | Klasse bis 78 kg            |
| Silber |                |                             |
| Angela Andreoli Alice D’Amato Manila Esposito Elisa Iorio Giorgia Villa | Turnen         | Mehrkampf Mannschaft        |
| Filippo Ganna | Radsport       | Einzelzeitfahren            |
| Simone Consonni Elia Viviani | Radsport       | Madison                     |
| Filippo Macchi | Fechten        | Florett Einzel              |
| Arianna Errigo Martina Favaretto Alice Volpi Francesca Palumbo | Fechten        | Florett Mannschaft          |
| Guillaume Bianchi Filippo Macchi Tommaso Marini Alessio Foconi | Fechten        | Florett Mannschaft          |
| Federico Nilo Maldini | Schießen       | 10 m Luftpistole            |
| Silvana Stanco | Schießen       | Trap                        |
| Stefano Oppo Gabriel Soares (Ruderer) | Rudern         | Leichtgewichts-Doppelzweier |
| Luca Chiumento Luca Rambaldi Andrea Panizza Giacomo Gentili | Rudern         | Doppelvierer                |
| Gabriele Casadei Carlo Tacchini | Kanu           | C2 500 m                    |
| Nadia Battocletti | Leichtathletik | 10.000 m                    |
| Gregorio Paltrinieri | Schwimmen      | 1500 m Freistil             |
| Bronze |                |                             |
| Luigi Samele | Fechten        | Säbel Einzel                |
| Paolo Monna | Schießen       | 10 m Luftpistole            |
| Gregorio Paltrinieri | Schwimmen      | 800 m Freistil              |
| Paolo Conte Bonin Manuel Frigo Alessandro Miressi (Finale) Thomas Ceccon (Finale) Leonardo Deplano (Vorlauf) Lorenzo Zazzeri (Vorlauf)                                         | Schwimmen      | 4 × 100 m Freistil          |
| Ginevra Taddeucci | Schwimmen      | 10 km Freiwasser            |
| Lorenzo Musetti | Tennis         | Einzel                      |
| Manila Esposito | Turnen         | Schwebebalken               |
| Sofia Raffaeli | Turnen         | Mehrkampf Einzel            |
| Alessia Maurelli Martina Centofanti Agnese Duranti Daniela Mogurean Laura Paris                                                                                                | Turnen         | Mehrkampf Mannschaft        |
| Antonino Pizzolato | Gewichtheben   | Klasse bis 89 kg            |
| Mattia Furlani | Leichtathletik | Weitsprung                  |
| Simone Consonni Filippo Ganna Francesco Lamon Jonathan Milan | Radsport       | Mannschaftsverfolgung       |
| Andy Díaz | Leichtathletik | Dreisprung                  |
| Giorgio Malan | Leichtathletik | Moderner Fünfkampf (Männer) |
| Simone Alessio | Taekwondo      | Klasse bis 80 kg            |

## Teilnehmer nach Sportarten

### Badminton
Über die Race-to-Paris-Rangliste qualifizierte sich Giovanni Toti für das Einzel der Männer.
| Athleten      | Wettbewerb | Gruppenphase | Gruppenphase        | Gruppenphase | Gruppenphase | Achtelfinale  | Achtelfinale  | Viertelfinale | Viertelfinale | Halbfinale    | Halbfinale    | Finale / Platz 3 | Finale / Platz 3 | Rang |
| Athleten      | Wettbewerb | Gegner       | Ergebnis            | Punkte       | Rang         | Gegner        | Ergebnis      | Gegner        | Ergebnis      | Gegner        | Ergebnis      | Gegner           | Ergebnis         | Rang |
| ------------- | ---------- | ------------ | ------------------- | ------------ | ------------ | ------------- | ------------- | ------------- | ------------- | ------------- | ------------- | ---------------- | ---------------- | ---- |
| Männer        |            |              |                     |              |              |               |               |               |               |               |               |                  |                  |      |
| Giovanni Toti | Einzel     | S. Opti      | 2:0 (21:8, 4:1 RET) | 1            | 2            | ausgeschieden | ausgeschieden | ausgeschieden | ausgeschieden | ausgeschieden | ausgeschieden | ausgeschieden    | ausgeschieden    | 14   |
| Giovanni Toti | Einzel     | Shi Y.       | 0:2 (9:21, 10:21)   | 1            | 2            | ausgeschieden | ausgeschieden | ausgeschieden | ausgeschieden | ausgeschieden | ausgeschieden | ausgeschieden    | ausgeschieden    | 14   |

### Beachvolleyball
Über das olympische Qualifikationsranking qualifizierten sich bei den Männern zwei Teams und bei den Frauen ein Duo für die Olympischen Spiele.
| Athleten                           | Gruppenphase            | Gruppenphase              | Gruppenphase | Gruppenphase | Achtelfinale     | Achtelfinale              | Viertelfinale | Viertelfinale | Halbfinale    | Halbfinale    | Finale / Platz 3 | Finale / Platz 3 | Rang |
| Athleten                           | Gegner                  | Ergebnis                  | Punkte       | Rang         | Gegner           | Ergebnis                  | Gegner        | Ergebnis      | Gegner        | Ergebnis      | Gegner           | Ergebnis         | Rang |
| ---------------------------------- | ----------------------- | ------------------------- | ------------ | ------------ | ---------------- | ------------------------- | ------------- | ------------- | ------------- | ------------- | ---------------- | ---------------- | ---- |
| Frauen                             |                         |                           |              |              |                  |                           |               |               |               |               |                  |                  |      |
| Valentina Gottardi Marta Menegatti | Liliana / Paula         | 1:2 (22:24, 21:9, 14:16)  | 4            | 3            | Hughes / Cheng   | 1:2 (18:21, 21:17, 12:15) | ausgeschieden | ausgeschieden | ausgeschieden | ausgeschieden | ausgeschieden    | ausgeschieden    | 9    |
| Valentina Gottardi Marta Menegatti | Marwa / Elghobashy      | 2:0 (21:16, 21:10)        | 4            | 3            | Hughes / Cheng   | 1:2 (18:21, 21:17, 12:15) | ausgeschieden | ausgeschieden | ausgeschieden | ausgeschieden | ausgeschieden    | ausgeschieden    | 9    |
| Valentina Gottardi Marta Menegatti | Ana Patrícia / Duda     | 0:2 (17:21, 10:21)        | 4            | 3            | Hughes / Cheng   | 1:2 (18:21, 21:17, 12:15) | ausgeschieden | ausgeschieden | ausgeschieden | ausgeschieden | ausgeschieden    | ausgeschieden    | 9    |
| Männer                             |                         |                           |              |              |                  |                           |               |               |               |               |                  |                  |      |
| Samuele Cottafava Paolo Nicolai    | Cherif / Ahmed          | 0:2 (19:21, 18:21)        | 5            | 2            | Partain / Benesh | 0:2 (17:21, 18:21)        | ausgeschieden | ausgeschieden | ausgeschieden | ausgeschieden | ausgeschieden    | ausgeschieden    | 9    |
| Samuele Cottafava Paolo Nicolai    | Nicolaidis / Carracher  | 2:0 (21:19, 21:18)        | 5            | 2            | Partain / Benesh | 0:2 (17:21, 18:21)        | ausgeschieden | ausgeschieden | ausgeschieden | ausgeschieden | ausgeschieden    | ausgeschieden    | 9    |
| Samuele Cottafava Paolo Nicolai    | Åhman / Hellvig         | 2:0 (24:22, 21:17)        | 5            | 2            | Partain / Benesh | 0:2 (17:21, 18:21)        | ausgeschieden | ausgeschieden | ausgeschieden | ausgeschieden | ausgeschieden    | ausgeschieden    | 9    |
| Alex Ranghieri Adrian Carambula    | van de Velde / Immers   | 2:1 (22:20, 19:21, 15:13) | 4            | 4            | ausgeschieden    | ausgeschieden             | ausgeschieden | ausgeschieden | ausgeschieden | ausgeschieden | ausgeschieden    | ausgeschieden    | 19   |
| Alex Ranghieri Adrian Carambula    | A. Mol / Sørum          | 0:2 (12:21, 15:21)        | 4            | 4            | ausgeschieden    | ausgeschieden             | ausgeschieden | ausgeschieden | ausgeschieden | ausgeschieden | ausgeschieden    | ausgeschieden    | 19   |
| Alex Ranghieri Adrian Carambula    | M. Grimalt / E. Grimalt | 0:2 (15:21, 21:23)        | 4            | 4            | ausgeschieden    | ausgeschieden             | ausgeschieden | ausgeschieden | ausgeschieden | ausgeschieden | ausgeschieden    | ausgeschieden    | 19   |

### Bogenschießen
Italiens Männern gelang die Mannschaftsqualifikation bei den Männern bei der europäischen Qualifikation in Essen, wodurch auch im Einzel drei Sportler an den Start gehen durften. Bei den Europaspielen 2023 sicherte man sich zudem einen Startplatz im Einzel der Frauen. Damit konnte Italien auch im Mixed an den Start gehen.
| Athleten                                         | Wettbewerb | Qualifikation | Qualifikation | 1. Runde    | 1. Runde | 2. Runde       | 2. Runde | Achtelfinale  | Achtelfinale  | Viertelfinale | Viertelfinale | Halbfinale    | Halbfinale    | Finale / Platz 3 | Finale / Platz 3 | Rang |
| Athleten                                         | Wettbewerb | Ringe         | Rang          | Gegner      | Ergebnis | Gegner         | Ergebnis | Gegner        | Ergebnis      | Gegner        | Ergebnis      | Gegner        | Ergebnis      | Gegner           | Ergebnis         | Rang |
| ------------------------------------------------ | ---------- | ------------- | ------------- | ----------- | -------- | -------------- | -------- | ------------- | ------------- | ------------- | ------------- | ------------- | ------------- | ---------------- | ---------------- | ---- |
| Frauen                                           |            |               |               |             |          |                |          |               |               |               |               |               |               |                  |                  |      |
| Chiara Rebagliati                                | Einzel     | 663           | 15            | A. Zairi    | 6:5      | M. Amăistroaie | 3:7      | ausgeschieden | ausgeschieden | ausgeschieden | ausgeschieden | ausgeschieden | ausgeschieden | ausgeschieden    | ausgeschieden    | 17   |
| Männer                                           |            |               |               |             |          |                |          |               |               |               |               |               |               |                  |                  |      |
| Federico Musolesi                                | Einzel     | 662           | 34            | Ž. Ravnikar | 6:4      | Kim J.-d.      | 4:6      | ausgeschieden | ausgeschieden | ausgeschieden | ausgeschieden | ausgeschieden | ausgeschieden | ausgeschieden    | ausgeschieden    | 17   |
| Mauro Nespoli                                    | Einzel     | 670           | 20            | S. Islam    | 6:0      | A. Sodiqov     | 6:4      | E. Peters     | 6:2           | Lee W.-s.     | 4:6           | ausgeschieden | ausgeschieden | ausgeschieden    | ausgeschieden    | 6    |
| Alessandro Paoli                                 | Einzel     | 658           | 37            | L. Dorji    | 7:3      | Lee W.-s.      | 0:6      | ausgeschieden | ausgeschieden | ausgeschieden | ausgeschieden | ausgeschieden | ausgeschieden | ausgeschieden    | ausgeschieden    | 17   |
| Federico Musolesi Mauro Nespoli Alessandro Paoli | Mannschaft | 1990          | 7             | —           | —        | —              | —        | Kasachstan    | 5:4           | Frankreich    | 2:6           | ausgeschieden | ausgeschieden | ausgeschieden    | ausgeschieden    | 6    |
| Mixed                                            |            |               |               |             |          |                |          |               |               |               |               |               |               |                  |                  |      |
| Chiara Rebagliati Mauro Nespoli                  | Mannschaft | 1333          | 9             | —           | —        | —              | —        | Frankreich    | 6:0           | Südkorea      | 2:6           | ausgeschieden | ausgeschieden | ausgeschieden    | ausgeschieden    | 7    |

### Boxen
Über die Europaspiele 2023 konnten sich die ersten vier italienischen Boxer für die Spiele in Paris qualifizieren. Beim ersten internationalen Qualifikationsturnier in Busto Arsizio kamen vier weitere Boxer für das Team bei den Olympischen Spielen hinzu.
| Athleten            | Wettbewerb       | 1. Runde         | 1. Runde | Achtelfinale  | Achtelfinale  | Viertelfinale | Viertelfinale | Halbfinale    | Halbfinale    | Finale        | Finale        | Rang |
| Athleten            | Wettbewerb       | Gegner           | Ergebnis | Gegner        | Ergebnis      | Gegner        | Ergebnis      | Gegner        | Ergebnis      | Gegner        | Ergebnis      | Rang |
| ------------------- | ---------------- | ---------------- | -------- | ------------- | ------------- | ------------- | ------------- | ------------- | ------------- | ------------- | ------------- | ---- |
| Frauen              |                  |                  |          |               |               |               |               |               |               |               |               |      |
| Giordana Sorrentino | Klasse bis 50 kg | N. Qysaibai      | 1:4      | ausgeschieden | ausgeschieden | ausgeschieden | ausgeschieden | ausgeschieden | ausgeschieden | ausgeschieden | ausgeschieden | 17   |
| Sirine Charaabi     | Klasse bis 54 kg | M. Enchdschargal | 0:5      | ausgeschieden | ausgeschieden | ausgeschieden | ausgeschieden | ausgeschieden | ausgeschieden | ausgeschieden | ausgeschieden | 17   |
| Irma Testa          | Klasse bis 57 kg | Xu Z.            | 2:3      | ausgeschieden | ausgeschieden | ausgeschieden | ausgeschieden | ausgeschieden | ausgeschieden | ausgeschieden | ausgeschieden | 17   |
| Alessia Mesiano     | Klasse bis 60 kg | G. Özer          | 4:1      | K. Harrington | 0:5           | ausgeschieden | ausgeschieden | ausgeschieden | ausgeschieden | ausgeschieden | ausgeschieden | 9    |
| Angela Carini       | Klasse bis 66 kg | Freilos          | Freilos  | I. Khelif     | Aufgabe       | ausgeschieden | ausgeschieden | ausgeschieden | ausgeschieden | ausgeschieden | ausgeschieden | 9    |
| Männer              |                  |                  |          |               |               |               |               |               |               |               |               |      |
| Salvatore Cavallaro | Klasse bis 80 kg | K. Aykutsun      | 1:4      | ausgeschieden | ausgeschieden | ausgeschieden | ausgeschieden | ausgeschieden | ausgeschieden | ausgeschieden | ausgeschieden | 17   |
| Aziz Mouhiidine     | Klasse bis 92 kg | —                | —        | L. Mullajonov | 1:4           | ausgeschieden | ausgeschieden | ausgeschieden | ausgeschieden | ausgeschieden | ausgeschieden | 9    |
| Diego Lenzi         | Klasse ab 92 kg  | —                | —        | J. Edwards    | 3:1           | N. Tiafack    | 0:5           | ausgeschieden | ausgeschieden | ausgeschieden | ausgeschieden | 5    |

### Breaking
Für die olympische Premiere der Sportart qualifizierte sich B-Girl Anti über die olympische Qualifikationsserie.
| Athleten                | Wettbewerb | Qualifikation | Qualifikation | Viertelfinale | Viertelfinale | Halbfinale    | Halbfinale    | Finale / Platz 3 | Finale / Platz 3 | Rang |
| Athleten                | Wettbewerb | Punkte        | Rang          | Gegner        | Ergebnis      | Gegner        | Ergebnis      | Gegner           | Ergebnis         | Rang |
| ----------------------- | ---------- | ------------- | ------------- | ------------- | ------------- | ------------- | ------------- | ---------------- | ---------------- | ---- |
| Frauen                  |            |               |               |               |               |               |               |                  |                  |      |
| Antilai Sandrini (Anti) | B-Girls    | 2             | 3             | ausgeschieden | ausgeschieden | ausgeschieden | ausgeschieden | ausgeschieden    | ausgeschieden    | 11   |

### Fechten
Die Degen- und Florettmannschaften von Frauen und Männern qualifizierten sich als eine der vier besten Mannschaften der Rangliste für die Olympischen Spiele. Den beiden Säbelteams gelang die Qualifikation, da sie jeweils die beste noch nicht qualifizierte europäische Mannschaft der Rangliste waren. Somit war Italien mit dem Maximalkontingent von 18 Fechtern in Paris vertreten, die alle in den Mannschafts- und jeweiligen Einzelwettbewerben an den Start gehen durften.
| Athleten                                                            | Wettbewerb         | 1. Runde | 1. Runde | 2. Runde           | 2. Runde | Achtelfinale   | Achtelfinale  | Viertelfinale | Viertelfinale | Halbfinale / Klassifikation | Halbfinale / Klassifikation | Finale / Platzierung | Finale / Platzierung | Rang   |
| Athleten                                                            | Wettbewerb         | Gegner   | Ergebnis | Gegner             | Ergebnis | Gegner         | Ergebnis      | Gegner        | Ergebnis      | Gegner                      | Ergebnis                    | Gegner               | Ergebnis             | Rang   |
| ------------------------------------------------------------------- | ------------------ | -------- | -------- | ------------------ | -------- | -------------- | ------------- | ------------- | ------------- | --------------------------- | --------------------------- | -------------------- | -------------------- | ------ |
| Frauen                                                              |                    |          |          |                    |          |                |               |               |               |                             |                             |                      |                      |        |
| Rossella Fiamingo                                                   | Degen Einzel       | Freilos  | Freilos  | A. Cebula          | 14:15    | ausgeschieden  | ausgeschieden | ausgeschieden | ausgeschieden | ausgeschieden               | ausgeschieden               | ausgeschieden        | ausgeschieden        | 21     |
| Giulia Rizzi                                                        | Degen Einzel       | Freilos  | Freilos  | A. Klasik          | 11:12    | ausgeschieden  | ausgeschieden | ausgeschieden | ausgeschieden | ausgeschieden               | ausgeschieden               | ausgeschieden        | ausgeschieden        | 18     |
| Alberta Santuccio                                                   | Degen Einzel       | Freilos  | Freilos  | K. T. Abdul Rahman | 15:10    | C. Vitalis     | 15:12         | N. Differt    | 9:10          | ausgeschieden               | ausgeschieden               | ausgeschieden        | ausgeschieden        | 5      |
| Rossella Fiamingo Giulia Rizzi Alberta Santuccio Mara Navarria      | Degen Mannschaft   | —        | —        | —                  | —        | —              | —             | Ägypten       | 39:26         | China                       | 45:24                       | Frankreich           | 30:29                | Gold   |
| Arianna Errigo                                                      | Florett Einzel     | Freilos  | Freilos  | S. Catantan        | 15:6     | E. Lacheray    | 15:6          | L. Scruggs    | 14:15         | ausgeschieden               | ausgeschieden               | ausgeschieden        | ausgeschieden        | 5      |
| Martina Favaretto                                                   | Florett Einzel     | Freilos  | Freilos  | S. Amr Hossny      | 15:5     | P. Ranvier     | 15:9          | E. Harvey     | 14:15         | ausgeschieden               | ausgeschieden               | ausgeschieden        | ausgeschieden        | 6      |
| Alice Volpi                                                         | Florett Einzel     | Freilos  | Freilos  | H. Łyczbińska      | 15:11    | M. Călugăreanu | 15:9          | A. Sauer      | 15:12         | L. Kiefer                   | 10:15                       | E. Harvey            | 12:15                | 4      |
| Arianna Errigo Martina Favaretto Alice Volpi Francesca Palumbo      | Florett Mannschaft | —        | —        | —                  | —        | —              | —             | Ägypten       | 45:14         | Japan                       | 45:39                       | Vereinigte Staaten   | 39:45                | Silber |
| Michela Battiston                                                   | Säbel Einzel       | Freilos  | Freilos  | L. Pusztai         | 12:15    | ausgeschieden  | ausgeschieden | ausgeschieden | ausgeschieden | ausgeschieden               | ausgeschieden               | ausgeschieden        | ausgeschieden        | 23     |
| Martina Criscio                                                     | Säbel Einzel       | Freilos  | Freilos  | L. Szűcs           | 10:15    | ausgeschieden  | ausgeschieden | ausgeschieden | ausgeschieden | ausgeschieden               | ausgeschieden               | ausgeschieden        | ausgeschieden        | 19     |
| Chiara Mormile                                                      | Säbel Einzel       | Freilos  | Freilos  | C. Berder          | 10:15    | ausgeschieden  | ausgeschieden | ausgeschieden | ausgeschieden | ausgeschieden               | ausgeschieden               | ausgeschieden        | ausgeschieden        | 25     |
| Michela Battiston Martina Criscio Chiara Mormile Irene Vecchi       | Säbel Mannschaft   | —        | —        | —                  | —        | —              | —             | Ukraine       | 37:45         | Ungarn                      | 35:45                       | Algerien             | 45:27                | 7      |
| Männer                                                              |                    |          |          |                    |          |                |               |               |               |                             |                             |                      |                      |        |
| Davide Di Veroli                                                    | Degen Einzel       | Freilos  | Freilos  | M. Rubeš           | 14:10    | M. Yamada      | 11:15         | ausgeschieden | ausgeschieden | ausgeschieden               | ausgeschieden               | ausgeschieden        | ausgeschieden        | 11     |
| Andrea Santarelli                                                   | Degen Einzel       | Freilos  | Freilos  | Y. Freilich        | 15:13    | M. El-Sayed    | 10:15         | ausgeschieden | ausgeschieden | ausgeschieden               | ausgeschieden               | ausgeschieden        | ausgeschieden        | 15     |
| Federico Vismara                                                    | Degen Einzel       | Freilos  | Freilos  | T. Tulen           | 15:11    | E. Alimschanow | 14:13         | T. Andrásfi   | 13:15         | ausgeschieden               | ausgeschieden               | ausgeschieden        | ausgeschieden        | 5      |
| Davide Di Veroli Andrea Santarelli Federico Vismara Gabriele Cimini | Degen Mannschaft   | —        | —        | —                  | —        | —              | —             | Tschechien    | 38:43         | Venezuela                   | 34:45                       | Kasachstan           | 45:36                | 5      |
| Guillaume Bianchi                                                   | Florett Einzel     | Freilos  | Freilos  | M. Van Haaster     | 15:4     | A. Choupenitch | 15:5          | N. Itkin      | 14:15         | ausgeschieden               | ausgeschieden               | ausgeschieden        | ausgeschieden        | 7      |
| Filippo Macchi                                                      | Florett Einzel     | Freilos  | Freilos  | Xu J.              | 15:10    | K. Matsuyama   | 15:11         | M. Hamza      | 15:9          | N. Itkin                    | 15:11                       | Cheung K. L.         | 14:15                | Silber |
| Tommaso Marini                                                      | Florett Einzel     | Freilos  | Freilos  | B. Broszus         | 15:9     | M. Pauty       | 14:15         | ausgeschieden | ausgeschieden | ausgeschieden               | ausgeschieden               | ausgeschieden        | ausgeschieden        | 9      |
| Guillaume Bianchi Filippo Macchi Tommaso Marini Alessio Foconi      | Florett Mannschaft | —        | —        | —                  | —        | —              | —             | Polen         | 45:39         | Vereinigte Staaten          | 45:38                       | Japan                | 36:45                | Silber |
| Luca Curatoli                                                       | Säbel Einzel       | Freilos  | Freilos  | E. Yıldırım        | 15:10    | L. Samele      | 12:15         | ausgeschieden | ausgeschieden | ausgeschieden               | ausgeschieden               | ausgeschieden        | ausgeschieden        | 11     |
| Michele Gallo                                                       | Säbel Einzel       | Freilos  | Freilos  | Shen C.            | 6:15     | ausgeschieden  | ausgeschieden | ausgeschieden | ausgeschieden | ausgeschieden               | ausgeschieden               | ausgeschieden        | ausgeschieden        | 20     |
| Luigi Samele                                                        | Säbel Einzel       | Freilos  | Freilos  | S. Gordon          | 15:10    | L. Curatoli    | 15:12         | M. Amer       | 15:13         | Oh S.-u.                    | 5:15                        | Z. El-Sissy          | 15:12                | Bronze |
| Luca Curatoli Michele Gallo Luigi Samele Pietro Torre               | Säbel Mannschaft   | —        | —        | —                  | —        | —              | —             | Ungarn        | 38:45         | Vereinigte Staaten          | 45:40                       | Ägypten              | 45:38                | 5      |

### Gewichtheben
Über die olympische Qualifikationsrangliste der IWF qualifizierten sich drei italienische Gewichtheber für die Olympischen Spiele.
| Athleten           | Wettbewerb       | Reißen                | Reißen                | Stoßen        | Stoßen        | Zweikampf     | Zweikampf     | Rang   |
| Athleten           | Wettbewerb       | Gewicht               | Rang                  | Gewicht       | Rang          | Gewicht       | Rang          | Rang   |
| ------------------ | ---------------- | --------------------- | --------------------- | ------------- | ------------- | ------------- | ------------- | ------ |
| Frauen             |                  |                       |                       |               |               |               |               |        |
| Lucrezia Magistris | Klasse bis 59 kg | 96 kg                 | 10                    | 112 kg        | 11            | 208 kg        | 11            | 11     |
| Männer             |                  |                       |                       |               |               |               |               |        |
| Sergio Massidda    | Klasse bis 61 kg | ohne gültigen Versuch | ohne gültigen Versuch | ausgeschieden | ausgeschieden | ausgeschieden | ausgeschieden | DNF    |
| Antonino Pizzolato | Klasse bis 89 kg | 172 kg                | 4                     | 212 kg        | 2             | 384 kg        | 3             | Bronze |

### Golf
Über das Olympic Golf Ranking der IGF qualifizierten sich drei italienische Golfer für die Olympischen Spiele.
| Athleten          | Runde 1 | Runde 2 | Runde 3 | Runde 4 | Gesamt | Par | Rang |
| ----------------- | ------- | ------- | ------- | ------- | ------ | --- | ---- |
| Frauen            |         |         |         |         |        |     |      |
| Alessandra Fanali | 75      | 76      | 77      | 76      | 304    | +16 | 53   |
| Männer            |         |         |         |         |        |     |      |
| Matteo Manassero  | 68      | 67      | 74      | 68      | 277    | −7  | 22   |
| Guido Migliozzi   | 69      | 69      | 69      | 69      | 276    | −8  | 18   |

### Judo
Über die IJF-Weltrangliste konnten sich 13 italienische Judokas qualifizieren. Durch die Qualifikation in den entsprechenden Gewichtsklassen konnte auch ein Mixed-Team an den Start gehen.
| Athleten | Wettbewerb        | 1. Runde     | 1. Runde | 2. Runde    | 2. Runde | Achtelfinale   | Achtelfinale  | Viertelfinale       | Viertelfinale | Halbfinale / Trostrunde | Halbfinale / Trostrunde | Finale / Platz 3 | Finale / Platz 3 | Rang |
| Athleten | Wettbewerb        | Gegner       | Ergebnis | Gegner      | Ergebnis | Gegner         | Ergebnis      | Gegner              | Ergebnis      | Gegner                  | Ergebnis                | Gegner           | Ergebnis         | Rang |
| --- | ----------------- | ------------ | -------- | ----------- | -------- | -------------- | ------------- | ------------------- | ------------- | ----------------------- | ----------------------- | ---------------- | ---------------- | ---- |
| Frauen |                   |              |          |             |          |                |               |                     |               |                         |                         |                  |                  |      |
| Assunta Scutto | Klasse bis 48 kg  | Freilos      | Freilos  | —           | —        | M. Laborde     | 10s1:0        | T. Babulfath        | 0:10s1        | S. Boukli               | 0s1:1                   | ausgeschieden    | ausgeschieden    | 7    |
| Odette Giuffrida | Klasse bis 52 kg  | Freilos      | Freilos  | —           | —        | A. Delgado     | 1:0s2         | R. Pupp             | 1s2:0s1       | D. Krasniqi             | 0s3:10s1                | L. Pimenta       | 0s3:10s2         | 5    |
| Veronica Toniolo | Klasse bis 57 kg  | H. Funakubo  | 0s2:1    | —           | —        | ausgeschieden  | ausgeschieden | ausgeschieden       | ausgeschieden | ausgeschieden           | ausgeschieden           | ausgeschieden    | ausgeschieden    | 17   |
| Savita Russo | Klasse bis 63 kg  | A. Szymańska | 0s1:1s1  | —           | —        | ausgeschieden  | ausgeschieden | ausgeschieden       | ausgeschieden | ausgeschieden           | ausgeschieden           | ausgeschieden    | ausgeschieden    | 17   |
| Kim Polling | Klasse bis 70 kg  | T. Pina      | 1:0      | —           | —        | B. Matić       | 0:10          | ausgeschieden       | ausgeschieden | ausgeschieden           | ausgeschieden           | ausgeschieden    | ausgeschieden    | 9    |
| Alice Bellandi | Klasse bis 78 kg  | Freilos      | Freilos  | —           | —        | M. Aguiar      | 1:0           | J. Lytwynenko       | 10:0          | P. Sampaio              | 1:0                     | I. Lanir         | 11:0             | Gold |
| Asya Tavano | Klasse über 78 kg | M. Žabić     | 0:10     | —           | —        | ausgeschieden  | ausgeschieden | ausgeschieden       | ausgeschieden | ausgeschieden           | ausgeschieden           | ausgeschieden    | ausgeschieden    | 17   |
| Männer |                   |              |          |             |          |                |               |                     |               |                         |                         |                  |                  |      |
| Andrea Carlino | Klasse bis 60 kg  | J. Katz      | 1:0s1    | —           | —        | Yang Y.-w.     | 1s2:10s1      | ausgeschieden       | ausgeschieden | ausgeschieden           | ausgeschieden           | ausgeschieden    | ausgeschieden    | 9    |
| Matteo Piras | Klasse bis 66 kg  | J. Postigos  | 10s1:0s2 | —           | —        | S. Bunčić      | 0s1:1s2       | ausgeschieden       | ausgeschieden | ausgeschieden           | ausgeschieden           | ausgeschieden    | ausgeschieden    | 9    |
| Manuel Lombardo | Klasse bis 73 kg  | A. Stodolski | 10s1:0s1 | —           | —        | M. Terada      | 1s1:0s2       | A. Gjakova          | 0s3:10s1      | A. Margelidon           | 10:0                    | A. Osmanov       | 0s1:10s1         | 5    |
| Antonio Esposito | Klasse bis 81 kg  | Freilos      | Freilos  | V. Houinato | 10s1:0s1 | G. Schimidt    | 1s1:0s2       | F. Gauthier-Drapeau | 10s1:0s3      | T. Nagase               | 0:10                    | S. Mahmadbekow   | 0:10             | 5    |
| Christian Parlati | Klasse bis 90 kg  | J. Jayne     | 0:10     | —           | —        | ausgeschieden  | ausgeschieden | ausgeschieden       | ausgeschieden | ausgeschieden           | ausgeschieden           | ausgeschieden    | ausgeschieden    | 17   |
| Gennaro Pirelli | Klasse bis 100 kg | Z. Kumrić    | 10:0     | —           | —        | I. Sulamanidse | 0:10          | ausgeschieden       | ausgeschieden | ausgeschieden           | ausgeschieden           | ausgeschieden    | ausgeschieden    | 9    |
| Mixed |                   |              |          |             |          |                |               |                     |               |                         |                         |                  |                  |      |
| Assunta Scutto Odette Giuffrida Veronica Toniolo Savita Russo Kim Polling Alice Bellandi Asya Tavano Andrea Carlino Matteo Piras Manuel Lombardo Antonio Esposito Christian Parlati Gennaro Pirelli | Mixed Team        | Ungarn       | 4:1      | —           | —        | Georgien       | 4:3           | Usbekistan          | 4:2           | Frankreich              | 1:4                     | Brasilien        | 3:4              | 5    |

### Kanu
Bei den Kanurennsport-Weltmeisterschaften 2023 gewann Italien einen Startplatz im C2 der Männer. Zudem konnte man sich beim europäischen Qualifikationsevent in Szeged auch im C1 der Männer qualifizieren. Im Kanuslalom konnte man sich bei den Weltmeisterschaften 2023 Quotenplätze in allen Bootsklassen sichern.

#### Kanurennsport
| Athleten                        | Wettbewerb | Vorlauf     | Vorlauf | Viertelfinale | Viertelfinale | Halbfinale    | Halbfinale    | A/B-Finale    | A/B-Finale    | Rang   |
| Athleten                        | Wettbewerb | Zeit        | Rang    | Zeit          | Rang          | Zeit          | Rang          | Zeit          | Rang          | Rang   |
| ------------------------------- | ---------- | ----------- | ------- | ------------- | ------------- | ------------- | ------------- | ------------- | ------------- | ------ |
| Männer                          |            |             |         |               |               |               |               |               |               |        |
| Nicolae Craciun                 | C1 1000 m  | 3:53,90 min | 4       | 3:53,13 min   | 3             | ausgeschieden | ausgeschieden | ausgeschieden | ausgeschieden | 19     |
| Carlo Tacchini                  | C1 1000 m  | 3:59,59 min | 3       | 3:49,15 min   | 1             | 3:45,42 min   | 4             | 3:48,97 min   | 5             | 5      |
| Gabriele Casadei Carlo Tacchini | C2 500 m   | 1:39,17 min | 2       | ―             | ―             | 1:41,59 min   | 3             | 1:41,08 min   | 2             | Silber |

#### Kanuslalom
| Athleten            | Wettbewerb | Vorlauf  | Vorlauf | Halbfinale | Halbfinale | Finale        | Finale        | Rang |
| Athleten            | Wettbewerb | Zeit     | Rang    | Zeit       | Rang       | Zeit          | Rang          | Rang |
| ------------------- | ---------- | -------- | ------- | ---------- | ---------- | ------------- | ------------- | ---- |
| Frauen              |            |          |         |            |            |               |               |      |
| Marta Bertoncelli   | C1         | 110,43 s | 18      | 170,28 s   | 18         | ausgeschieden | ausgeschieden | 18   |
| Stefanie Horn       | K1         | 95,43 s  | 7       | 101,04 s   | 4          | 101,43 s      | 5             | 5    |
| Männer              |            |          |         |            |            |               |               |      |
| Raffaello Ivaldi    | C1         | 91,90 s  | 4       | 108,20 s   | 14         | ausgeschieden | ausgeschieden | 14   |
| Giovanni De Gennaro | K1         | 85,34 s  | 3       | 93,47 s    | 8          | 88,22 s       | 1             | Gold |

Boater-Cross
| Frauen              |          |         |    |   |   |   |               |               |               |    |
| Marta Bertoncelli   | K1 Cross | 78,38 s | 28 | 2 | — | 3 | ausgeschieden | ausgeschieden | ausgeschieden | 20 |
| Stefanie Horn       | K1 Cross | 75,19 s | 17 | 3 | 1 | 2 | 4             | ausgeschieden | ausgeschieden | 16 |
| Männer              |          |         |    |   |   |   |               |               |               |    |
| Giovanni De Gennaro | K1 Cross | 67,71 s | 5  | 1 | — | 1 | 4             | ausgeschieden | ausgeschieden | 13 |

### Leichtathletik
Italienische Leichtathleten hatten die Olympianormen des Weltverbandes in diversen Disziplinen erreicht. Zudem konnten sich bei den World Athletics Relays 2024 vier Staffeln für die Olympischen Spiele qualifizieren.
Laufen und Gehen
| Athleten                                                                 | Wettbewerb          | Vorlauf      | Vorlauf | Hoffnungslauf | Hoffnungslauf | Halbfinale    | Halbfinale    | Finale        | Finale        | Rang          |
| Athleten                                                                 | Wettbewerb          | Zeit         | Rang    | Zeit          | Rang          | Zeit          | Rang          | Zeit          | Rang          | Rang          |
| ------------------------------------------------------------------------ | ------------------- | ------------ | ------- | ------------- | ------------- | ------------- | ------------- | ------------- | ------------- | ------------- |
| Frauen                                                                   |                     |              |         |               |               |               |               |               |               |               |
| Zaynab Dosso                                                             | 100 m               | 11,30 s      | 3       | —             | —             | 11,34 s       | 9             | ausgeschieden | ausgeschieden | ausgeschieden |
| Anna Bongiorni                                                           | 200 m               | 23,49 s      | 7       | DNS           | DNS           | ausgeschieden | ausgeschieden | ausgeschieden | ausgeschieden | ausgeschieden |
| Dalia Kaddari                                                            | 200 m               | 23,49 s      | 7       | DNS           | DNS           | ausgeschieden | ausgeschieden | ausgeschieden | ausgeschieden | ausgeschieden |
| Alice Mangione                                                           | 400 m               | 51,60 s      | 5       | 51,07 s       | 3             | ausgeschieden | ausgeschieden | ausgeschieden | ausgeschieden | ausgeschieden |
| Elena Bellò                                                              | 800 m               | 1:59,98 min  | 7       | 2:02,91 min   | 4             | ausgeschieden | ausgeschieden | ausgeschieden | ausgeschieden | ausgeschieden |
| Eloisa Coiro                                                             | 800 m               | 1:59,19 min  | 4       | 2:00,31 min   | 2             | ausgeschieden | ausgeschieden | ausgeschieden | ausgeschieden | ausgeschieden |
| Ludovica Cavalli                                                         | 1500 m              | 4:11,68 min  | 13      | 4:02,46 min   | 2             | 4:03,59 min   | 12            | ausgeschieden | ausgeschieden | ausgeschieden |
| Federica Del Buono                                                       | 1500 m              | 4:10,14 min  | 14      | 4:06,00 min   | 7             | ausgeschieden | ausgeschieden | ausgeschieden | ausgeschieden | ausgeschieden |
| Sintayehu Vissa                                                          | 1500 m              | 4:00,69 min  | 8       | 4:06,71 min   | 1             | 3:58,11 min   | 10            | ausgeschieden | ausgeschieden | ausgeschieden |
| Nadia Battocletti                                                        | 5000 m              | 14:57,65 min | 2       | —             | —             | —             | —             | 14:31,64 min  | 4             | 4             |
| Federica Del Buono                                                       | 5000 m              | 15:15,54 min | 16      | —             | —             | —             | —             | ausgeschieden | ausgeschieden | ausgeschieden |
| Nadia Battocletti                                                        | 10.000 m            | —            | —       | —             | —             | —             | —             | 30:43,35 min  | 2             | Silber        |
| Ayomide Folorunso                                                        | 400 m Hürden        | 55,03 s      | 6       | 55,07 s       | 1             | 54,92 s       | 5             | ausgeschieden | ausgeschieden | ausgeschieden |
| Alice Muraro                                                             | 400 m Hürden        | 55,62 s      | 5       | 55,48 s       | 6             | ausgeschieden | ausgeschieden | ausgeschieden | ausgeschieden | ausgeschieden |
| Rebecca Sartori                                                          | 400 m Hürden        | 55,81 s      | 6       | 55,44 s       | 5             | ausgeschieden | ausgeschieden | ausgeschieden | ausgeschieden | ausgeschieden |
| Giovanna Epis                                                            | Marathon            | —            | —       | —             | —             | —             | —             | 2:38:26 h     | 67            | 67            |
| Sofiia Yaremchuk                                                         | Marathon            | —            | —       | —             | —             | —             | —             | 2:30:20 h     | 30            | 30            |
| Eleonora Giorgi                                                          | 20 km Gehen         | —            | —       | —             | —             | —             | —             | 1:31:49 h     | 23            | 23            |
| Antonella Palmisano                                                      | 20 km Gehen         | —            | —       | —             | —             | —             | —             | DNF           | DNF           | DNF           |
| Valentina Trapletti                                                      | 20 km Gehen         | —            | —       | —             | —             | —             | —             | 1:35:39       | 35            | 35            |
| Arianna De Masi Zaynab Dosso Dalia Kaddari Irene Siragusa                | 4 × 100 m           | 43,03 s      | 6       | —             | —             | —             | —             | ausgeschieden | ausgeschieden | ausgeschieden |
| Ilaria Accame Anna Polinari Giancarla Trevisan Alice Mangione            | 4 × 400 m           | 3:26,50 min  | 5       | —             | —             | —             | —             | ausgeschieden | ausgeschieden | ausgeschieden |
| Männer                                                                   |                     |              |         |               |               |               |               |               |               |               |
| Chituru Ali                                                              | 100 m               | 10,12 s      | 2       | —             | —             | 10,14 s       | 7             | ausgeschieden | ausgeschieden | ausgeschieden |
| Marcell Jacobs                                                           | 100 m               | 10,05 s      | 2       | —             | —             | 9,92 s        | 3             | 9,85 s        | 5             | 5             |
| Fausto Desalu                                                            | 200 m               | 20,26 s      | 2       | ―             | ―             | 20,37 s       | 3             | ausgeschieden | ausgeschieden | ausgeschieden |
| Filippo Tortu                                                            | 200 m               | 20,29 s      | 3       | ―             | ―             | 20,54 s       | 4             | ausgeschieden | ausgeschieden | ausgeschieden |
| Diego Pettorossi                                                         | 200 m               | 20,63 s      | 4       | 20,53 s       | 2             | ausgeschieden | ausgeschieden | ausgeschieden | ausgeschieden | ausgeschieden |
| Luca Sito                                                                | 400 m               | 44,99 s      | 3       | ―             | ―             | 45,01 s       | 5             | ausgeschieden | ausgeschieden | ausgeschieden |
| Davide Re                                                                | 400 m               | 46,74 s      | 8       | DNS           | DNS           | ausgeschieden | ausgeschieden | ausgeschieden | ausgeschieden | ausgeschieden |
| Simone Barontini                                                         | 800 m               | 1:46,33 min  | 4       | 1:45,56 min   | 1             | 1,46,17 min   | 8             | ausgeschieden | ausgeschieden | ausgeschieden |
| Catalin Tecuceanu                                                        | 800 m               | 1:44,80 min  | 2       | ―             | ―             | 1:45,38 min   | 3             | ausgeschieden | ausgeschieden | ausgeschieden |
| Pietro Arese                                                             | 1500 m              | 3:35,30      | 3       | ―             | ―             | 3:33,03       | 6             | 3:30,74       | 8             | 8             |
| Ossama Meslek                                                            | 1500 m              | 3:39,96      | 15      | 3:35,32       | 3             | 3:32,77       | 8             | ausgeschieden | ausgeschieden | ausgeschieden |
| Federico Riva                                                            | 1500 m              | 3:41,78      | 14      | 3:32,84       | 1             | 3:35,26       | 9             | ausgeschieden | ausgeschieden | ausgeschieden |
| Lorenzo Simonelli                                                        | 110 m Hürden        | 13,27 s      | 2       | ―             | ―             | 13,38 s       | 5             | ausgeschieden | ausgeschieden | ausgeschieden |
| Alessandro Sibilio                                                       | 400 m Hürden        | 48,43 s      | 4       | ―             | ―             | 48,79 s       | 6             | ausgeschieden | ausgeschieden | ausgeschieden |
| Yassin Bouih                                                             | 3000 m Hindernis    | 8:40,34 min  | 11      | —             | —             | —             | —             | ausgeschieden | ausgeschieden | ausgeschieden |
| Osama Zoghlami                                                           | 3000 m Hindernis    | 8:20,52 min  | 8       | —             | —             | —             | —             | ausgeschieden | ausgeschieden | ausgeschieden |
| Yemaneberhan Crippa                                                      | Marathon            | —            | —       | —             | —             | —             | —             | 2:10:36 h     | 25            | 25            |
| Eyob Faniel                                                              | Marathon            | —            | —       | —             | —             | —             | —             | 2:12:50 h     | 43            | 43            |
| Daniele Meucci                                                           | Marathon            | —            | —       | —             | —             | —             | —             | 2:14:02 h     | 51            | 51            |
| Francesco Fortunato                                                      | 20 km Gehen         | —            | —       | —             | —             | —             | —             | 1:20:38 h     | 20            | 20            |
| Riccardo Orsoni                                                          | 20 km Gehen         | —            | —       | —             | —             | —             | —             | 1:25:08 h     | 41            | 41            |
| Massimo Stano                                                            | 20 km Gehen         | —            | —       | —             | —             | —             | —             | 1:19:12 h     | 4             | 4             |
| Matteo Melluzzo Marcell Jacobs Fausto Desalu Filippo Tortu Lorenzo Patta | 4 × 100 m           | 38,07 s      | 5       | —             | —             | —             | —             | 37,68 s       | 4             | 4             |
| Luca Sito Vladimir Aceti Alessandro Sibilio Edoardo Scotti               | 4 × 400 m           | 3:00:26 m    | 3       | —             | —             | —             | —             | 2:59:72 m     | 7             | 7             |
| Mixed                                                                    |                     |              |         |               |               |               |               |               |               |               |
| Vladimir Aceti Edoardo Scotti Luca Sito Alice Mangione Anna Polinari     | 4 × 400 m           | 3:11,59 min  | 3       | —             | —             | —             | —             | 3:11,84 min   | 6             | 6             |
| Massimo Stano Antonella Palmisano                                        | Gehen Mixed-Staffel | —            | —       | —             | —             | —             | —             | 2:53:52 h     | 6             | 6             |

Springen und Werfen
| Athleten          | Wettbewerb     | Qualifikation | Qualifikation | Finale        | Finale        | Rang   |
| Athleten          | Wettbewerb     | Weite/Höhe    | Rang          | Weite/Höhe    | Rang          | Rang   |
| ----------------- | -------------- | ------------- | ------------- | ------------- | ------------- | ------ |
| Frauen            |                |               |               |               |               |        |
| Roberta Bruni     | Stabhochsprung | 4,55 m        | 1             | 4,40 m        | 14            | 14     |
| Elisa Molinarolo  | Stabhochsprung | 4,55 m        | 1             | 4,70 m        | 6             | 6      |
| Larissa Iapichino | Weitsprung     | 6,87 m        | 2             | 6,87 m        | 4             | 4      |
| Dariya Derkach    | Dreisprung     | 14,35 m       | 6             | 14,14 m       | 8             | 8      |
| Ottavia Cestonaro | Dreisprung     | 13,63 m       | 23            | ausgeschieden | ausgeschieden | 23     |
| Daisy Osakue      | Diskuswurf     | 63,11 m       | 9             | 63,11 m       | 8             | 8      |
| Sara Fantini      | Hammerwurf     | 72,40 m       | 8             | 69,58 m       | 12            | 12     |
| Männer            |                |               |               |               |               |        |
| Stefano Sottile   | Hochsprung     | 2,24 m        | 6             | 2,34 m        | 4             | 4      |
| Gianmarco Tamberi | Hochsprung     | 2,24 m        | 6             | 2,22 m        | 11            | 11     |
| Claudio Stecchi   | Stabhochsprung | 5,70 m        | 13            | ausgeschieden | ausgeschieden | 13     |
| Mattia Furlani    | Weitsprung     | 8,01 m        | 6             | 8,34 m        | 3             | Bronze |
| Andrea Dallavalle | Dreisprung     | 16,65 m       | 19            | ausgeschieden | ausgeschieden | 19     |
| Andy Díaz         | Dreisprung     | 16,79 m       | 12            | 17,64 m       | 3             | Bronze |
| Emmanuel Ihemeje  | Dreisprung     | 16,50 m       | 20            | ausgeschieden | ausgeschieden | 20     |
| Leonardo Fabbri   | Kugelstoßen    | 21,76 m       | 1             | 21,70 m       | 5             | 5      |
| Zane Weir         | Kugelstoßen    | 21,00 m       | 11            | 20,24 m       | 11            | 11     |

Mehrkampf 
| Athletinnen    | 100 m Hürden | 100 m Hürden | Hochsprung | Hochsprung | Kugelstoßen | Kugelstoßen | 200 m   | 200 m  | Weitsprung | Weitsprung | Speerwurf | Speerwurf | 800 m       | 800 m  | Punkte | Rang |
| Athletinnen    | Zeit         | Punkte       | Höhe       | Punkte     | Weite       | Punkte      | Zeit    | Punkte | Weite      | Punkte     | Weite     | Punkte    | Zeit        | Punkte | Punkte | Rang |
| -------------- | ------------ | ------------ | ---------- | ---------- | ----------- | ----------- | ------- | ------ | ---------- | ---------- | --------- | --------- | ----------- | ------ | ------ | ---- |
| Siebenkampf    |              |              |            |            |             |             |         |        |            |            |           |           |             |        |        |      |
| Sveva Gerevini | 13,40 s      | 1065         | 1,74 m     | 903        | 12,80 m     | 714         | 23,58 s | 1021   | 6,08 m     | 874        | 39,68 m   | 661       | 2:08,84 min | 982    | 6220   | 13   |

### Moderner Fünfkampf
Beim UIPM Weltcupfinale in Ankara qualifizierte sich Elena Micheli für die Spiele. Durch ihre Goldmedaillen bei den Europaspielen 2023 qualifizierten sich zudem Alice Sotero und Giorgio Malan. Über das UIPM-Ranking qualifizierte sich Matteo Cicinelli.
| Athleten         | Fechten | Fechten | Schwimmen   | Schwimmen | Reiten  | Reiten | Combined     | Combined | Punkte | Rang   |
| Athleten         | Bilanz  | Punkte  | Zeit        | Punkte    | Zeit    | Punkte | Zeit         | Punkte   | Punkte | Rang   |
| ---------------- | ------- | ------- | ----------- | --------- | ------- | ------ | ------------ | -------- | ------ | ------ |
| Frauen           |         |         |             |           |         |        |              |          |        |        |
| Elena Micheli    | 19+12   | 220     | 2:12,47 min | 286       | 56,82 s | 293    | 11:27,86 min | 616      | 1424   | 5      |
| Alice Sotero     | 12+6    | 185     | 2:09,93 min | 291       | 57,61 s | 300    | 11:33,81 min | 607      | 1389   | 13     |
| Männer           |         |         |             |           |         |        |              |          |        |        |
| Giorgio Malan    | 18+0    | 215     | 1:59,23 min | 312       | 61,97 s | 300    | 9:51,70 min  | 709      | 1536   | Bronze |
| Matteo Cicinelli | 19+0    | 220     | 1:59,06 min | 312       | 58,86 s | 293    | 9:58,23 min  | 702      | 1527   | 5      |

### Radsport
Über die UCI-Straßen-Weltrangliste nach Nationen erhielt Italien vier Startplätze für das Straßenrennen der Frauen und drei für das Straßenrennen der Männer. Im Einzelzeitfahren durften zwei Männer und eine Frau an den Start gehen. Auf der Bahn qualifizierte man sich über die entsprechenden Ranglisten mit Ausnahme des Teamsprints für alle Wettbewerbe bei den Frauen. Bei den Männern war man im Vélodrome National lediglich in den Ausdauerwettbewerben vertreten. Über das olympische Qualifikationsranking im Mountainbike erhielt Italien das Maximum von je zwei Startplätzen bei den Frauen und Männern. Als Nachrücker erhielt Italien im BMX-Rennsport einen Quotenplatz über die Qualifikationsrangliste bei den Männern.

#### Bahn
| Athleten                                                                            | Wettbewerb            | Rang   | Details                                                                                          |
| ----------------------------------------------------------------------------------- | --------------------- | ------ | ------------------------------------------------------------------------------------------------ |
| Frauen                                                                              |                       |        |                                                                                                  |
| Sara Fiorin                                                                         | Sprint                | 26     |                                                                                                  |
| Sara Fiorin                                                                         | Keirin                | 27     |                                                                                                  |
| Miriam Vece                                                                         | Sprint                | 18     |                                                                                                  |
| Miriam Vece                                                                         | Keirin                | 19     |                                                                                                  |
| Elisa Balsamo Chiara Consonni Martina Fidanza Vittoria Guazzini Letizia Paternoster | Mannschaftsverfolgung | 4      | Qualifikation: 4:07,579 min Erste Runde: 4:07,491 min Finale: 4:08,961 min                       |
| Chiara Consonni Vittoria Guazzini                                                   | Madison               | Gold   | 37 Punkte                                                                                        |
| Letizia Paternoster                                                                 | Omnium                | 13     | Scratch: 22 Punkte Temporennen: 12 Punkte Ausscheidungsfahren: 30 Punkte Punktefahren: 0 Punkte  |
| Männer                                                                              |                       |        |                                                                                                  |
| Simone Consonni Filippo Ganna Francesco Lamon Jonathan Milan                        | Mannschaftsverfolgung | Bronze | Qualifikation: 3:44,351 min Erste Runde: 3:43,205 min Finale: 3:44,197 min                       |
| Simone Consonni Elia Viviani                                                        | Madison               | Silber | 47 Punkte                                                                                        |
| Elia Viviani                                                                        | Omnium                | 9      | Scratch: 18 Punkte Temporennen: 22 Punkte Ausscheidungsfahren: 34 Punkte Punktefahren: 23 Punkte |

#### Straße
| Athleten             | Wettbewerb       | Zeit         | Rang   |
| -------------------- | ---------------- | ------------ | ------ |
| Frauen               |                  |              |        |
| Elisa Balsamo        | Straßenrennen    | 4:07:39 h    | 54     |
| Elena Cecchini       | Straßenrennen    | 4:04:23 h    | 25     |
| Elisa Longo Borghini | Straßenrennen    | 4:02:28 h    | 9      |
| Elisa Longo Borghini | Einzelzeitfahren | 41:49,32 min | 8      |
| Silvia Persico       | Straßenrennen    | 4:07:39 h    | 55     |
| Männer               |                  |              |        |
| Alberto Bettiol      | Straßenrennen    | 6:21:54 h    | 23     |
| Alberto Bettiol      | Einzelzeitfahren | 38:06,77 min | 18     |
| Filippo Ganna        | Einzelzeitfahren | 36:27,08 min | Silber |
| Luca Mozzato         | Straßenrennen    | 6:26:57 h    | 50     |
| Elia Viviani         | Straßenrennen    | DNF          | DNF    |

#### Mountainbike
| Athleten         | Wettbewerb    | Zeit      | Rang |
| ---------------- | ------------- | --------- | ---- |
| Frauen           |               |           |      |
| Martina Berta    | Cross-Country | 1:32:50 h | 14   |
| Chiara Teocchi   | Cross-Country | 1:31:52 h | 11   |
| Männer           |               |           |      |
| Simone Avondetto | Cross-Country | 1:30:52 h | 19   |
| Luca Braidot     | Cross-Country | 1:26:56 h | 4    |

#### BMX-Rennsport
| Athleten          | Wettbewerb | Viertelfinale | Viertelfinale | Halbfinale | Halbfinale | Finale        | Finale        | Rang |
| Athleten          | Wettbewerb | Punkte        | Rang          | Punkte     | Rang       | Zeit          | Rang          | Rang |
| ----------------- | ---------- | ------------- | ------------- | ---------- | ---------- | ------------- | ------------- | ---- |
| Männer            |            |               |               |            |            |               |               |      |
| Pietro Bertagnoli | BMX-Rennen | 14            | 12            | 15         | 5          | ausgeschieden | ausgeschieden | 9    |

### Reiten
Im Vielseitigkeitsreiten qualifizierte sich die italienische Mannschaft über den FEI Nations Cup 2023. Zudem erhielt man einen Startplatz für den Einzelwettbewerb im Springreiten über die regionale Rangliste der Gruppe B (Südwesteuropa).

#### Springreiten
| Athleten         | Wettbewerb | Strafpunkte   | Strafpunkte   | Strafpunkte   | Strafpunkte   | Strafpunkte   | Strafpunkte   | Rang |
| Athleten         | Wettbewerb | Einzelwertung | Einzelwertung | Einzelwertung | Nationenpreis | Nationenpreis | Nationenpreis | Rang |
| Athleten         | Wettbewerb | 1. Umlauf     | 2. Umlauf     | Stechen       | 1. Umlauf     | 2. Umlauf     | Stechen       | Rang |
| ---------------- | ---------- | ------------- | ------------- | ------------- | ------------- | ------------- | ------------- | ---- |
| Emanuele Camilli | Einzel     | 0             | 12            | ausgeschieden | —             | —             | —             | 21   |

#### Vielseitigkeitsreiten
| Athleten | Wettbewerb | Minuspunkte Dressur | Minuspunkte Gelände | Minuspunkte Springen | Minuspunkte Springen | Minuspunkte Gesamt | Rang |
| --- | ---------- | ------------------- | ------------------- | -------------------- | -------------------- | ------------------ | ---- |
| Evelina Bertoli mit Fidjy Des Melezes | Einzel     | 26,60               | 6,40                | 5,20                 | 4,40                 | 42,60              | 22   |
| Emiliano Portale mit Future | Einzel     | ausgeschieden       | ausgeschieden       | ausgeschieden        | ausgeschieden        | ausgeschieden      | —    |
| Giovanni Ugolotti mit Swirly Temptress | Einzel     | 25,70               | 36,40               | 22,00                | ausgeschieden        | 84,10              | 46   |
| Pietro Sandei mit Rubis De Prere Giovanni Ugolotti mit Swirly Temptress Evelina Bertoli mit Fidjy Des Melezes Emiliano Portale mit Future | Mannschaft | 152,30              | 76,80               | 35,60                | —                    | 264,70             | 13   |

### Ringen
Beim internationalen Qualifikationsturnier in Istanbul konnte Aurora Russo einen Startplatz in der Klasse bis 57 kg der Frauen erkämpfen. Zuvor erhielt bereits Frank Chamizo einen Startplatz über das europäische Qualifikationsturnier in Baku.

#### Freier Stil
Legende: G = Gewonnen, V = Verloren, S = Schultersieg
| Athleten        | Wettbewerb       | 1. Runde | 1. Runde | Achtelfinale      | Achtelfinale  | Viertelfinale | Viertelfinale | Halbfinale    | Halbfinale    | Hoffnungsrunde Halbfinale | Hoffnungsrunde Halbfinale | Hoffnungsrunde Finale | Hoffnungsrunde Finale | Finale        | Finale        | Rang |
| Athleten        | Wettbewerb       | Gegner   | Ergebnis | Gegner            | Ergebnis      | Gegner        | Ergebnis      | Gegner        | Ergebnis      | Gegner                    | Ergebnis                  | Gegner                | Ergebnis              | Gegner        | Ergebnis      | Rang |
| --------------- | ---------------- | -------- | -------- | ----------------- | ------------- | ------------- | ------------- | ------------- | ------------- | ------------------------- | ------------------------- | --------------------- | --------------------- | ------------- | ------------- | ---- |
| Frauen          |                  |          |          |                   |               |               |               |               |               |                           |                           |                       |                       |               |               |      |
| Emanuela Liuzzi | Klasse bis 50 kg | —        | —        | D. Otgondschargal | w.o.          | ausgeschieden | ausgeschieden | ausgeschieden | ausgeschieden | ausgeschieden             | ausgeschieden             | ausgeschieden         | ausgeschieden         | ausgeschieden | ausgeschieden | ―    |
| Aurora Russo    | Klasse bis 57 kg | —        | —        | L. Valverde       | V 0:6         | ausgeschieden | ausgeschieden | ausgeschieden | ausgeschieden | ausgeschieden             | ausgeschieden             | ausgeschieden         | ausgeschieden         | ausgeschieden | ausgeschieden | 15   |
| Männer          |                  |          |          |                   |               |               |               |               |               |                           |                           |                       |                       |               |               |      |
| Frank Chamizo   | Klasse bis 74 kg | Y. Emami | V 4:9    | ausgeschieden     | ausgeschieden | ausgeschieden | ausgeschieden | ausgeschieden | ausgeschieden | ausgeschieden             | ausgeschieden             | ausgeschieden         | ausgeschieden         | ausgeschieden | ausgeschieden | 11   |

### Rudern
Bei den Weltmeisterschaften 2023 gelang fünf italienischen Booten die Qualifikation für die Olympischen Spiele. Zudem konnten sich bei der finalen Qualifikationsregatta in Luzern drei weitere Boote qualifizieren.
| Athleten | Wettbewerb                  | Vorlauf     | Vorlauf | Vorlauf        | Hoffnungslauf / Viertelfinale | Hoffnungslauf / Viertelfinale | Hoffnungslauf / Viertelfinale | Halbfinale    | Halbfinale    | Halbfinale    | Finale        | Finale        | Rang   |
| Athleten | Wettbewerb                  | Zeit        | Rang    | Qualifikation  | Zeit                          | Rang                          | Qualifikation                 | Zeit          | Rang          | Qualifikation | Zeit          | Rang          | Rang   |
| --- | --------------------------- | ----------- | ------- | -------------- | ----------------------------- | ----------------------------- | ----------------------------- | ------------- | ------------- | ------------- | ------------- | ------------- | ------ |
| Frauen |                             |             |         |                |                               |                               |                               |               |               |               |               |               |        |
| Clara Guerra Stefania Gobbi | Doppelzweier                | 7:15,51 min | 5       | Hoffnungslauf  | 7:10,41 min                   | 3                             | Halbfinale A/B                | 6:58,08 min   | 6             | B-Finale      | 6:56,87 min   | 5             | 11     |
| Georgia Pelacchi Linda de Filippis Alice Gnatta Aisha Rocek Elisa Mondelli Silvia Terrazzi Alice Codato Veronica Bumbaca Emanuele Capponi                                 | Achter                      | 6:28,47 min | 3       | Hoffnungslauf  | 6:09,65 min                   | 4                             | A-Finale                      | —             | —             | —             | 6:07,51 min   | 6             | 6      |
| Männer |                             |             |         |                |                               |                               |                               |               |               |               |               |               |        |
| Davide Comini Giovanni Codato | Zweier ohne Steuermann      | 6:50,25 min | 4       | Hoffnungslauf  | 6:50,31 min                   | 2                             | Halbfinale A/B                | 6:45,86 min   | 5             | B-Finale      | 6:28,62 min   | 6             | 12     |
| Nicolò Carucci Matteo Sartori | Doppelzweier                | 6:48,77 min | 4       | Hoffnungslauf  | 6:43,83 min                   | 4                             | ausgeschieden                 | ausgeschieden | ausgeschieden | ausgeschieden | ausgeschieden | ausgeschieden | 13     |
| Stefano Oppo Gabriel Soares | Leichtgewichts-Doppelzweier | 6:29,17 min | 1       | Halbfinale A/B | ―                             | ―                             | ―                             | 6:22,85 min   | 1             | A-Finale      | 6:13,33 min   | 2             | Silber |
| Matteo Lodo Giovanni Abagnale Giuseppe Vicino Nicholas Kohl | Vierer ohne Steuermann      | 6:14,65 min | 5       | Hoffnungslauf  | 5:52,65 min                   | 1                             | A-Finale                      | —             | —             | —             | 5:55,07 min   | 4             | 4      |
| Luca Chiumento Luca Rambaldi Andrea Panizza Giacomo Gentili | Doppelvierer                | 5:43,31 min | 1       | A-Finale       | ―                             | ―                             | ―                             | —             | —             | —             | 5:44,40 min   | 2             | Silber |
| Matteo Della Valle Jacopo Frigerio Emanuele Gaetan Liseo Salvatore Monfrecola Davide Verita Gennaro di Mauro Leonardo Pietra Caprina Vincenzo Abbagnale Alessandra Faella | Achter                      | 5:52,52 min | 3       | Hoffnungslauf  | 5:36,31 min                   | 5                             | ausgeschieden                 | —             | —             | —             | ausgeschieden | ausgeschieden | 7      |

### Schießen
Im bis zum 9. Juni 2024 laufenden Qualifikationszeitraum konnten 14 Quotenplätze erreicht werden.
| Athleten                             | Wettbewerb                                 | Qualifikation   | Qualifikation | Finale          | Finale        | Rang   |
| Athleten                             | Wettbewerb                                 | Ringe/ Scheiben | Rang          | Ringe/ Scheiben | Rang          | Rang   |
| ------------------------------------ | ------------------------------------------ | --------------- | ------------- | --------------- | ------------- | ------ |
| Frauen                               |                                            |                 |               |                 |               |        |
| Barbara Gambaro                      | 50 m Kleinkalibergewehr Dreistellungskampf | 580             | 23            | ausgeschieden   | ausgeschieden | 23     |
| Barbara Gambaro                      | 10 m Luftgewehr                            | 626,8           | 24            | ausgeschieden   | ausgeschieden | 24     |
| Diana Bacosi                         | Skeet                                      | 117             | 25            | ausgeschieden   | ausgeschieden | 25     |
| Martina Bartolomei                   | Skeet                                      | 117             | 16            | ausgeschieden   | ausgeschieden | 16     |
| Silvana Stanco                       | Trap                                       | 122             | 4             | 40              | 2             | Silber |
| Jessica Rossi                        | Trap                                       | 120             | 9             | ausgeschieden   | ausgeschieden | 9      |
| Männer                               |                                            |                 |               |                 |               |        |
| Massimo Spinella                     | 25 m Schnellfeuerpistole                   | 586             | 5             | 10              | 6             | 6      |
| Riccardo Mazzetti                    | 25 m Schnellfeuerpistole                   | 583             | 12            | ausgeschieden   | ausgeschieden | 12     |
| Federico Nilo Maldini                | 10 m Luftpistole                           | 581             | 2             | 240,0           | 2             | Silber |
| Paolo Monna                          | 10 m Luftpistole                           | 579             | 5             | 218,6           | 3             | Bronze |
| Edoardo Bonazzi                      | 50 m Kleinkalibergewehr Dreistellungskampf | 588             | 14            | ausgeschieden   | ausgeschieden | 14     |
| Edoardo Bonazzi                      | 10 m Luftgewehr                            | 629,5           | 10            | ausgeschieden   | ausgeschieden | 10     |
| Danilo Sollazzo                      | 50 m Kleinkalibergewehr Dreistellungskampf | 587             | 19            | ausgeschieden   | ausgeschieden | 19     |
| Danilo Sollazzo                      | 10 m Luftgewehr                            | 631,4           | 3             | 187,4           | 5             | 5      |
| Tammaro Cassandro                    | Skeet                                      | 124             | 2             | 36              | 4             | 4      |
| Gabriele Rossetti                    | Skeet                                      | 122             | 7             | ausgeschieden   | ausgeschieden | 7      |
| Mauro de Filippis                    | Trap                                       | 121             | 13            | ausgeschieden   | ausgeschieden | 13     |
| Giovanni Pellielo                    | Trap                                       | 121             | 16            | ausgeschieden   | ausgeschieden | 16     |
| Mixed                                |                                            |                 |               |                 |               |        |
| Barbara Gambaro Danilo Sollazzo      | 10 m Luftgewehr Mannschaft                 | 625,4           | 17            | ausgeschieden   | ausgeschieden | 17     |
| Gabriele Rossetti Diana Bacosi       | Skeet Mannschaft                           | 149             | 1             | 45              | 1             | Gold   |
| Tammaro Cassandro Martina Bartolomei | Skeet Mannschaft                           | 144             | 5             | ausgeschieden   | ausgeschieden | 5      |

### Schwimmen
Italiens Schwimmer hatten die olympischen Normzeiten des Weltverbandes in diversen Wettbewerben erreicht. Zudem konnten sich über die Weltmeisterschaften 2023 und 2024 alle sieben Staffeln qualifizieren. Im Freiwasser war man mit einer Frau und zwei Männern in Paris vertreten.
| Athleten | Wettbewerb          | Vorlauf      | Vorlauf | Halbfinale    | Halbfinale    | Finale          | Finale          | Rang   |
| Athleten | Wettbewerb          | Zeit         | Rang    | Zeit          | Rang          | Zeit            | Rang            | Rang   |
| --- | ------------------- | ------------ | ------- | ------------- | ------------- | --------------- | --------------- | ------ |
| Frauen |                     |              |         |               |               |                 |                 |        |
| Sara Curtis | 50 m Freistil       | 24,67 s      | 13      | 24,77 s       | 14            | ausgeschieden   | ausgeschieden   | 14     |
| Simona Quadarella | 800 m Freistil      | 8:20,89 min  | 6       | —             | —             | 8:14,55 min NR  | 4               | 4      |
| Simona Quadarella | 1500 m Freistil     | 15:51,19 min | 2       | —             | —             | 15:44,05 min    | 4               | 4      |
| Ginevra Taddeucci | 1500 m Freistil     | 16:12,45 min | 11      | —             | —             | ausgeschieden   | ausgeschieden   | 11     |
| Ginevra Taddeucci | 10 km Freiwasser    | —            | —       | —             | —             | 2:03:42,8 h     | 3               | Bronze |
| Margherita Panziera | 200 m Rücken        | 2:11,60 min  | 20      | ausgeschieden | ausgeschieden | ausgeschieden   | ausgeschieden   | 20     |
| Lisa Angiolini | 100 m Brust         | 1:06,27 min  | 9       | 1:06,39 min   | 9             | ausgeschieden   | ausgeschieden   | 9      |
| Benedetta Pilato | 100 m Brust         | 1:06,19 min  | 7       | 1:06,12 min   | 7             | 1:05,60 min     | 4               | 4      |
| Francesca Fangio | 200 m Brust         | 2:25,85 min  | 15      | 2:25,39 min   | 14            | ausgeschieden   | ausgeschieden   | 14     |
| Costanza Cocconcelli | 100 m Schmetterling | 58,66 s      | 21      | ausgeschieden | ausgeschieden | ausgeschieden   | ausgeschieden   | 21     |
| Viola Scotto di Carlo | 100 m Schmetterling | DSQ          | DSQ     | ausgeschieden | ausgeschieden | ausgeschieden   | ausgeschieden   | ―      |
| Sara Franceschi | 200 m Lagen         | 2:12,88 min  | 18      | ausgeschieden | ausgeschieden | ausgeschieden   | ausgeschieden   | 18     |
| Sara Franceschi | 400 m Lagen         | 4:48,89 min  | 15      | —             | —             | ausgeschieden   | ausgeschieden   | 15     |
| Sara Curtis Emma Virginia Menicucci Sofia Morini Chiara Tarantino                                                                      | 4 × 100 m Freistil  | 3:36,28 min  | 8       | —             | —             | 3:36,51 min     | 8               | 8      |
| Matilde Biagiotti Giulia D’Innocenzo Sofia Morini Giulia Ramatelli                                                                     | 4 × 200 m Freistil  | 7:55,29 min  | 9       | —             | —             | ausgeschieden   | ausgeschieden   | 9      |
| Sofia Morini Margherita Panziera Benedetta Pilato Viola Scotto di Carlo                                                                | 4 × 100 m Lagen     | DSQ          | DSQ     | —             | —             | ausgeschieden   | ausgeschieden   | ―      |
| Giulia Gabbrielleschi | 10 km Freiwasser    | —            | —       | —             | —             | 2:04:17,9 h     | 6               | 6      |
| Männer |                     |              |         |               |               |                 |                 |        |
| Lorenzo Zazzeri | 50 m Freistil       | 21,64 s      | 4       | 21,83 s       | 12            | ausgeschieden   | ausgeschieden   | 12     |
| Leonardo Deplano | 50 m Freistil       | 21,79 s      | 6       | 21,50 s       | 3             | 21,62 s         | 7               | 7      |
| Leonardo Deplano | 100 m Freistil      | 48,82 s      | 23      | ausgeschieden | ausgeschieden | ausgeschieden   | ausgeschieden   | 23     |
| Alessandro Miressi | 100 m Freistil      | 48,24 s      | 4       | 47,95 s       | 9             | ausgeschieden   | ausgeschieden   | 9      |
| Alessandro Ragaini | 200 m Freistil      | 1:47,31 min  | 15      | 1:47,08 min   | 14            | ausgeschieden   | ausgeschieden   | 14     |
| Filippo Megli | 200 m Freistil      | 1:47,39 min  | 16      | 1:46,87 min   | 13            | ausgeschieden   | ausgeschieden   | 13     |
| Marco de Tullio | 400 m Freistil      | 3:47,90 min  | 17      | —             | —             | ausgeschieden   | ausgeschieden   | 17     |
| Matteo Lamberti | 400 m Freistil      | 3:48,38 min  | 20      | —             | —             | ausgeschieden   | ausgeschieden   | 20     |
| Gregorio Paltrinieri | 800 m Freistil      | 7:42,48 min  | 3       | —             | —             | 7:39,38 min     | 3               | Bronze |
| Gregorio Paltrinieri | 1500 m Freistil     | 14:42,56 min | 2       | —             | —             | 14:34,55 min    | 2               | Silber |
| Gregorio Paltrinieri | 10 km Freiwasser    | —            | —       | —             | —             | 1:51:58,0 h     | 9               | 9      |
| Luca De Tullio | 800 m Freistil      | 7:44,07 min  | 7       | —             | —             | 7:46,16 min     | 7               | 7      |
| Luca De Tullio | 1500 m Freistil     | 14:55,61 min | 12      | —             | —             | ausgeschieden   | ausgeschieden   | 12     |
| Thomas Ceccon | 100 m Rücken        | 53,45 s      | 12      | 52,58 s       | 2             | 52,00 s         | 1               | Gold   |
| Thomas Ceccon | 200 m Rücken        | 1:57,69 min  | 14      | 1:56,59 min   | 9             | ausgeschieden   | ausgeschieden   | 9      |
| Michele Lamberti | 100 m Rücken        | 54,22 s      | 23      | ausgeschieden | ausgeschieden | ausgeschieden   | ausgeschieden   | 23     |
| Matteo Restivo | 200 m Rücken        | 1:59,05 min  | 24      | ausgeschieden | ausgeschieden | ausgeschieden   | ausgeschieden   | 24     |
| Nicolò Martinenghi | 100 m Brust         | 59,39 s      | 4       | 59,28 s       | 6             | 59,02 s         | 1               | Gold   |
| Ludovico Blu Art Viberti | 100 m Brust         | 59,93 s      | 15      | 59,38 s       | 8             | ausgeschieden 1 | ausgeschieden 1 | 9      |
| Giacomo Carini | 200 m Schmetterling | 1:55,81 min  | 12      | 1:55,20 min   | 12            | ausgeschieden   | ausgeschieden   | 12     |
| Alberto Razzetti | 200 m Schmetterling | 1:54,78 min  | 4       | 1:54,51 min   | 7             | 1:54,85 min     | 8               | 8      |
| Alberto Razzetti | 200 m Lagen         | 1:58,00 min  | 4       | 1:57,10 min   | 7             | 1:56,82 min     | 6               | 6      |
| Alberto Razzetti | 400 m Lagen         | 4:11,52 min  | 6       | —             | —             | 4:09,38 min     | 5               | 5      |
| Paolo Conte Bonin Manuel Frigo Alessandro Miressi (Finale) Thomas Ceccon (Finale) Leonardo Deplano (Vorlauf) Lorenzo Zazzeri (Vorlauf) | 4 × 100 m Freistil  | 3:12,94 min  | 6       | —             | —             | 3:10,70 min     | 3               | Bronze |
| Giovanni Caserta Carlos D’Ambrosio Filippo Megli Alessandro Ragaini                                                                    | 4 × 200 m Freistil  | 7:08,63 min  | 10      | —             | —             | ausgeschieden   | ausgeschieden   | 10     |
| Giacomo Carini Thomas Ceccon Nicolò Martinenghi Alessandro Miressi                                                                     | 4 × 100 m Lagen     | 3:32,71 min  | 9       | —             | —             | ausgeschieden   | ausgeschieden   | 9      |
| Domenico Acerenza | 10 km Freiwasser    | —            | —       | —             | —             | 1:51:09,6 h     | 4               | 4      |
| Mixed |                     |              |         |               |               |                 |                 |        |
| Costanza Cocconcelli Michele Lamberti Nicolò Martinenghi Sofia Morini                                                                  | 4 × 100 m Lagen     | 3:45,80 min  | 11      | —             | —             | ausgeschieden   | ausgeschieden   | 11     |

### Segeln
Bei den Segel-Weltmeisterschaften 2023 konnten Startplätze in sieben Bootsklassen erreicht werden. Bei den Europameisterschaft 2023 kam ein weiterer Startplatz in Klasse 49erFX hinzu. Mit der 470er Jolle qualifizierte man sich über die Last Chance Regatta. Bei den Spielen war Italien damit in neun von zehn Bootsklassen vertreten.
| Athleten                      | Wettbewerb        | Qualifikation | Qualifikation | Medal Race    | Medal Race    | Punkte | Rang |
| Athleten                      | Wettbewerb        | Punkte        | Rang          | Punkte        | Rang          | Punkte | Rang |
| ----------------------------- | ----------------- | ------------- | ------------- | ------------- | ------------- | ------ | ---- |
| Frauen                        |                   |               |               |               |               |        |      |
| Marta Maggetti                | Windsurfen iQFoiL | 70            | 3             | —             | 1             | ―      | Gold |
| Chiara Benini Floriani        | Laser Radial      | 89            | 7             | 2             | 1             | 91     | 5    |
| Maggie Pescetto               | Formula Kite      | 36            | 8             | Halbfinale    | Halbfinale    | ―      | 10   |
| Jana Germani Giorgia Bertuzzi | 49erFX            | 91            | 6             | 4             | 2             | 95     | 5    |
| Männer                        |                   |               |               |               |               |        |      |
| Nicolò Renna                  | Windsurfen iQFoiL | 73            | 6             | Viertelfinale | Viertelfinale | ―      | 6    |
| Lorenzo Brando Chiavarini     | Laser             | 97            | 9             | 14            | 7             | 111    | 9    |
| Riccardo Pianosi              | Formula Kite      | 20            | 3             | Finale        | Finale        | ―      | 4    |
| Mixed                         |                   |               |               |               |               |        |      |
| Elena Berta Bruno Festo       | 470er             | 76            | 15            | ausgeschieden | ausgeschieden | 76     | 15   |
| Ruggero Tita Caterina Banti   | Nacra 17          | 27            | 1             | 4             | 2             | 31     | Gold |

### Skateboard
Über die olympische Qualifikationsrangliste konnten sich zwei italienische Skateboarder für die Wettbewerbe in Paris qualifizieren.
| Athleten           | Wettbewerb | Qualifikation | Qualifikation | Finale        | Finale        | Rang |
| Athleten           | Wettbewerb | Punkte        | Rang          | Punkte        | Rang          | Rang |
| ------------------ | ---------- | ------------- | ------------- | ------------- | ------------- | ---- |
| Männer             |            |               |               |               |               |      |
| Alex Sorgente      | Park       | 91,14         | 3             | 84,26         | 6             | 6    |
| Alessandro Mazzara | Park       | 83,17         | 11            | ausgeschieden | ausgeschieden | 11   |

### Sportklettern
Durch den Gewinn der Goldmedaille bei der Kletterweltmeisterschaft 2023 qualifizierte sich Matteo Zurloni für die Olympischen Spiele. Über die olympische Qualifikationsserie konnten sich drei weitere Kletterer qualifizieren.
Speed
| Athleten       | Qualifikation | Qualifikation | Achtelfinale | Achtelfinale | Viertelfinale | Viertelfinale | Halbfinale    | Halbfinale    | Finale / Platz 3 | Finale / Platz 3 | Rang |
| Athleten       | Zeit          | Rang          | Zeit         | Gegner       | Zeit          | Gegner        | Zeit          | Gegner        | Zeit             | Gegner           | Rang |
| -------------- | ------------- | ------------- | ------------ | ------------ | ------------- | ------------- | ------------- | ------------- | ---------------- | ---------------- | ---- |
| Frauen         |               |               |              |              |               |               |               |               |                  |                  |      |
| Beatrice Colli | 8,18 s        | 11            | 6,84:6,55    | Zhou Y.      | ausgeschieden | ausgeschieden | ausgeschieden | ausgeschieden | ausgeschieden    | ausgeschieden    | 9    |
| Männer         |               |               |              |              |               |               |               |               |                  |                  |      |
| Matteo Zurloni | 4,94 s        | 4             | 5,06:5,18    | Long J.      | 4,997:4,995   | Wu P.         | ausgeschieden | ausgeschieden | ausgeschieden    | ausgeschieden    | 6    |

Kombination
| Athleten       | Qualifikation | Qualifikation | Qualifikation | Qualifikation | Qualifikation | Qualifikation | Finale        | Finale        | Finale        | Finale        | Finale        | Rang |
| Athleten       | Bouldern      | Bouldern      | Lead          | Lead          | Ergebnis      | Rang          | Bouldern      | Bouldern      | Lead          | Lead          | Ergebnis      | Rang |
| Athleten       | Ergebnis      | Rang          | Griffe        | Rang          | Ergebnis      | Rang          | Ergebnis      | Rang          | Griffe        | Rang          | Ergebnis      | Rang |
| -------------- | ------------- | ------------- | ------------- | ------------- | ------------- | ------------- | ------------- | ------------- | ------------- | ------------- | ------------- | ---- |
| Frauen         |               |               |               |               |               |               |               |               |               |               |               |      |
| Camilla Moroni | 64,0          | 8             | 36,1          | 19            | 100,1         | 12            | ausgeschieden | ausgeschieden | ausgeschieden | ausgeschieden | ausgeschieden | 12   |
| Laura Rogora   | 13,2          | 18            | 57,1          | 5             | 70,3          | 18            | ausgeschieden | ausgeschieden | ausgeschieden | ausgeschieden | ausgeschieden | 18   |

### Surfen
Über die World Surf League 2023 qualifizierte sich Leonardo Fioravanti für die Olympischen Spiele. Wie auch schon bei den vorangegangenen Spielen war er der einzige Vertreter seines Landes im Surfen.
| Athleten            | Wettbewerb | 1. Runde | 1. Runde | 2. Runde    | 2. Runde   | 3. Runde      | 3. Runde      | Viertelfinale | Viertelfinale | Halbfinale    | Halbfinale    | Finale / Platz 3 | Finale / Platz 3 | Rang |
| Athleten            | Wettbewerb | Punkte   | Rang     | Gegner      | Ergebnis   | Gegner        | Ergebnis      | Gegner        | Ergebnis      | Gegner        | Ergebnis      | Gegner           | Ergebnis         | Rang |
| ------------------- | ---------- | -------- | -------- | ----------- | ---------- | ------------- | ------------- | ------------- | ------------- | ------------- | ------------- | ---------------- | ---------------- | ---- |
| Männer              |            |          |          |             |            |               |               |               |               |               |               |                  |                  |      |
| Leonardo Fioravanti | Shortboard | 8,87     | 2        | K. Igarashi | 7,00:13,87 | ausgeschieden | ausgeschieden | ausgeschieden | ausgeschieden | ausgeschieden | ausgeschieden | ausgeschieden    | ausgeschieden    | 17   |

### Synchronschwimmen
Bei den Schwimmweltmeisterschaften 2024 qualifizierte sich Italien für den Gruppenwettbewerb und damit auch für das Duett.
| Athletinnen | Wettbewerb | Technische Kür | Technische Kür | Freie Kür | Freie Kür | Akrobatische Kür | Akrobatische Kür | Gesamt   | Gesamt |
| Athletinnen | Wettbewerb | Punkte         | Rang           | Punkte    | Rang      | Punkte           | Rang             | Punkte   | Rang   |
| --- | ---------- | -------------- | -------------- | --------- | --------- | ---------------- | ---------------- | -------- | ------ |
| Frauen |            |                |                |           |           |                  |                  |          |        |
| Linda Cerruti Lucrezia Ruggiero                                                                                                  | Duett      | DNS            | DNS            | DNS       | DNS       | —                | —                | —        | —      |
| Linda Cerruti Marta Iacoacci Sofia Mastroianni Enrica Piccoli Lucrezia Ruggiero Isotta Sportelli Giulia Vernice Francesca Zunino | Gruppe     | 277,8304       | 5              | 326,1500  | 7         | 241,9866         | 8                | 845,9670 | 8      |

### Taekwondo
Italiens Mannschaft im Taekwondo bestand in Paris aus drei Sportlern. Die ersten beiden qualifizierten sich über die olympische Qualifikationsrangliste, während Ilenia Matonti die Qualifikation beim europäischen Qualifikationsturnier in Sofia gelang.
| Athleten         | Wettbewerb       | Achtelfinale  | Achtelfinale | Viertelfinale  | Viertelfinale | Hoffnungsrunde Halbfinale | Hoffnungsrunde Halbfinale | Halbfinale    | Halbfinale    | Hoffnungsrunde Finale | Hoffnungsrunde Finale | Finale        | Finale        | Rang   |
| Athleten         | Wettbewerb       | Gegner        | Ergebnis     | Gegner         | Ergebnis      | Gegner                    | Ergebnis                  | Gegner        | Ergebnis      | Gegner                | Ergebnis              | Gegner        | Ergebnis      | Rang   |
| ---------------- | ---------------- | ------------- | ------------ | -------------- | ------------- | ------------------------- | ------------------------- | ------------- | ------------- | --------------------- | --------------------- | ------------- | ------------- | ------ |
| Frauen           |                  |               |              |                |               |                           |                           |               |               |                       |                       |               |               |        |
| Ilenia Matonti   | Klasse bis 49 kg | M. Dinçel     | 0:2          | ausgeschieden  | ausgeschieden | ausgeschieden             | ausgeschieden             | ausgeschieden | ausgeschieden | ausgeschieden         | ausgeschieden         | ausgeschieden | ausgeschieden | 11     |
| Männer           |                  |               |              |                |               |                           |                           |               |               |                       |                       |               |               |        |
| Vito Dell’Aquila | Klasse bis 58 kg | S. Ababakirow | 2:1          | O. Salim       | 2:0           | G. Magomedov              | 0:2                       | ―             | ―             | C. Ravet              | w.o.                  | ausgeschieden | ausgeschieden | 5      |
| Simone Alessio   | Klasse bis 80 kg | B. Töleughali | 2:0          | M. Barkhordari | 1:2           | J. Jaysunov               | 2:0                       | ausgeschieden | ausgeschieden | C. Nickolas           | 2:0                   | ausgeschieden | ausgeschieden | Bronze |

### Tennis
Über die ATP- und WTA-Ranglisten qualifizierten sich zehn italienische Tennisspieler für die in Stade Roland Garros ausgetragenen Wettbewerbe.
| Athleten                               | Wettbewerb | 1. Runde                         | 1. Runde          | 2. Runde      | 2. Runde      | Achtelfinale               | Achtelfinale     | Viertelfinale           | Viertelfinale     | Halbfinale              | Halbfinale    | Finale / Platz 3            | Finale / Platz 3 | Rang   |
| Athleten                               | Wettbewerb | Gegner                           | Ergebnis          | Gegner        | Ergebnis      | Gegner                     | Ergebnis         | Gegner                  | Ergebnis          | Gegner                  | Ergebnis      | Gegner                      | Ergebnis         | Rang   |
| -------------------------------------- | ---------- | -------------------------------- | ----------------- | ------------- | ------------- | -------------------------- | ---------------- | ----------------------- | ----------------- | ----------------------- | ------------- | --------------------------- | ---------------- | ------ |
| Frauen                                 |            |                                  |                   |               |               |                            |                  |                         |                   |                         |               |                             |                  |        |
| Jasmine Paolini                        | Einzel     | A. Bogdan                        | 7:5, 6:3          | M. Linette    | 6:4, 6:1      | A. K. Schmiedlová          | 5:7, 6:3, 5:7    | ausgeschieden           | ausgeschieden     | ausgeschieden           | ausgeschieden | ausgeschieden               | ausgeschieden    | 9      |
| Elisabetta Cocciaretto                 | Einzel     | D. Schneider                     | 2:6, 5:7          | ausgeschieden | ausgeschieden | ausgeschieden              | ausgeschieden    | ausgeschieden           | ausgeschieden     | ausgeschieden           | ausgeschieden | ausgeschieden               | ausgeschieden    | 33     |
| Lucia Bronzetti                        | Einzel     | D. Vekić                         | 2:6, 5:7          | ausgeschieden | ausgeschieden | ausgeschieden              | ausgeschieden    | ausgeschieden           | ausgeschieden     | ausgeschieden           | ausgeschieden | ausgeschieden               | ausgeschieden    | 33     |
| Sara Errani                            | Einzel     | Zheng Q.                         | 0:6, 0:6          | ausgeschieden | ausgeschieden | ausgeschieden              | ausgeschieden    | ausgeschieden           | ausgeschieden     | ausgeschieden           | ausgeschieden | ausgeschieden               | ausgeschieden    | 33     |
| Sara Errani Jasmine Paolini            | Doppel     | E. Routliffe / L. Sun            | 6:2, 6:3          | —             | —             | C. Garcia / D. Parry       | 5:7, 6:3, [10:8] | K. Boulter / H. Watson  | 6:3, 6:1          | K. Muchová / L. Nosková | 6:3, 6:2      | M. Andrejewa / D. Schneider | 2:6, 6:1, [10:7] | Gold   |
| Lucia Bronzetti Elisabetta Cocciaretto | Doppel     | C. Bucșa / S. Sorribes Tormo     | 1:6, 2:6          | —             | —             | ausgeschieden              | ausgeschieden    | ausgeschieden           | ausgeschieden     | ausgeschieden           | ausgeschieden | ausgeschieden               | ausgeschieden    | 17     |
| Männer                                 |            |                                  |                   |               |               |                            |                  |                         |                   |                         |               |                             |                  |        |
| Lorenzo Musetti                        | Einzel     | G. Monfils                       | 6:1, 6:4          | M. Navone     | 7:62, 6:3     | T. Fritz                   | 6:4, 7:5         | A. Zverev               | 7:5, 7:5          | N. Đoković              | 4:6, 2:6      | F. Auger-Aliassime          | 6:4, 1:6, 6:3    | Bronze |
| Matteo Arnaldi                         | Einzel     | A. Fils                          | 6:4, 7:67         | D. Koepfer    | 6:3, 2:6, 1:6 | ausgeschieden              | ausgeschieden    | ausgeschieden           | ausgeschieden     | ausgeschieden           | ausgeschieden | ausgeschieden               | ausgeschieden    | 17     |
| Luciano Darderi                        | Einzel     | T. Paul                          | 3:6, 4:6          | ausgeschieden | ausgeschieden | ausgeschieden              | ausgeschieden    | ausgeschieden           | ausgeschieden     | ausgeschieden           | ausgeschieden | ausgeschieden               | ausgeschieden    | 33     |
| Andrea Vavassori                       | Einzel     | Pedro Martínez                   | 6:4, 4:6, 6:4     | C. Ruud       | 6:4, 4:6, 3:6 | ausgeschieden              | ausgeschieden    | ausgeschieden           | ausgeschieden     | ausgeschieden           | ausgeschieden | ausgeschieden               | ausgeschieden    | 17     |
| Luciano Darderi Lorenzo Musetti        | Doppel     | N. Jarry / A. Tabilo             | 3:6, 7:65, [5:10] | —             | —             | ausgeschieden              | ausgeschieden    | ausgeschieden           | ausgeschieden     | ausgeschieden           | ausgeschieden | ausgeschieden               | ausgeschieden    | 17     |
| Simone Bolelli Andrea Vavassori        | Doppel     | P. Carreño Busta / M. Granollers | 6:2, 6:75, [7:10] | —             | —             | ausgeschieden              | ausgeschieden    | ausgeschieden           | ausgeschieden     | ausgeschieden           | ausgeschieden | ausgeschieden               | ausgeschieden    | 17     |
| Mixed                                  |            |                                  |                   |               |               |                            |                  |                         |                   |                         |               |                             |                  |        |
| Sara Errani Andrea Vavassori           | Mixed      | —                                | —                 | —             | —             | M. Andrejewa / D. Medwedew | 6:3, 6:2         | D. Schuurs / W. Koolhof | 7:64, 3:6, [9:11] | ausgeschieden           | ausgeschieden | ausgeschieden               | ausgeschieden    | 5      |

### Tischtennis
Über die ITTF-Weltrangliste qualifizierten sich zwei italienische Tischtennisspielerinnen für die Olympischen Spiele.
| Athleten         | Wettbewerb | 1. Runde | 1. Runde | 2. Runde  | 2. Runde | 3. Runde      | 3. Runde      | Achtelfinale  | Achtelfinale  | Viertelfinale | Viertelfinale | Halbfinale    | Halbfinale    | Finale / Platz 3 | Finale / Platz 3 | Rang |
| Athleten         | Wettbewerb | Gegner   | Erg.     | Gegner    | Erg.     | Gegner        | Erg.          | Gegner        | Erg.          | Gegner        | Erg.          | Gegner        | Erg.          | Gegner           | Erg.             | Rang |
| ---------------- | ---------- | -------- | -------- | --------- | -------- | ------------- | ------------- | ------------- | ------------- | ------------- | ------------- | ------------- | ------------- | ---------------- | ---------------- | ---- |
| Frauen           |            |          |          |           |          |               |               |               |               |               |               |               |               |                  |                  |      |
| Giorgia Piccolin | Einzel     | Freilos  | Freilos  | M. Hirano | 0:4      | ausgeschieden | ausgeschieden | ausgeschieden | ausgeschieden | ausgeschieden | ausgeschieden | ausgeschieden | ausgeschieden | ausgeschieden    | ausgeschieden    | 33   |
| Debora Vivarelli | Einzel     | Freilos  | Freilos  | H. Hayata | 0:4      | ausgeschieden | ausgeschieden | ausgeschieden | ausgeschieden | ausgeschieden | ausgeschieden | ausgeschieden | ausgeschieden | ausgeschieden    | ausgeschieden    | 33   |

### Triathlon
Über die Mixed-Staffel-Rangliste qualifizierte sich Italien für die Olympischen Spiele. Damit durfte man auch in den beiden Einzelwettbewerben mit je zwei Sportlern an den Start gehen. Über die Einzel-Qualifikationsrangliste erhielt man einen weiteren Startplatz bei den Frauen.
| Athleten                                                          | Wettbewerb | Zeit      | Rang |
| ----------------------------------------------------------------- | ---------- | --------- | ---- |
| Frauen                                                            |            |           |      |
| Alice Betto                                                       | Einzel     | 1:57:56 h | 16   |
| Bianca Seregni                                                    | Einzel     | 1:59:11 h | 22   |
| Verena Steinhauser                                                | Einzel     | 2:02:35 h | 39   |
| Männer                                                            |            |           |      |
| Alessio Crociani                                                  | Einzel     | 1:48:19 h | 30   |
| Gianluca Pozzatti                                                 | Einzel     | 1:44:41 h | 14   |
| Mixed                                                             |            |           |      |
| Gianluca Pozzatti Alice Betto Alessio Crociani Verena Steinhauser | Staffel    | 1:27:11 h | 6    |

### Turnen
Bei den Weltmeisterschaften 2023 hatten sich beide italienischen Teams qualifiziert. Somit konnten auch in den Einzelwettbewerben bei Frauen und Männern je fünf italienische Turner an den Start gehen. Auch in der Rhythmischen Sportgymnastik konnte im Qualifikationszeitraum das Maximum an Quotenplätzen erreicht werden. Die Mannschaft und zwei Einzelathletinnen vertraten Italien.

#### Gerätturnen
| Athleten                                                                      | Wettbewerb           | Qualifikation    | Qualifikation    | Finale           | Finale           | Rang             |
| Athleten                                                                      | Wettbewerb           | Punkte           | Rang             | Punkte           | Rang             | Rang             |
| ----------------------------------------------------------------------------- | -------------------- | ---------------- | ---------------- | ---------------- | ---------------- | ---------------- |
| Frauen                                                                        |                      |                  |                  |                  |                  |                  |
| Angela Andreoli                                                               | Boden                | 13,500           | 13               | ausgeschieden    | ausgeschieden    | ausgeschieden    |
| Angela Andreoli                                                               | Schwebebalken        | 13,366           | 25               | ausgeschieden    | ausgeschieden    | ausgeschieden    |
| Alice D’Amato                                                                 | Boden                | 13,700           | 5                | 13,600           | 6                | 6                |
| Alice D’Amato                                                                 | Schwebebalken        | 13,866           | 7                | 14,366           | 1                | Gold             |
| Alice D’Amato                                                                 | Stufenbarren         | 14,666           | 6                | 14,733           | 5                | 5                |
| Alice D’Amato                                                                 | Mehrkampf Einzel     | 55,432           | 7                | 56,333           | 4                | 4                |
| Manila Esposito                                                               | Boden                | 13,633           | 7                | 12,133           | 9                | 9                |
| Manila Esposito                                                               | Schwebebalken        | 13,966           | 6                | 14,000           | 3                | Bronze           |
| Manila Esposito                                                               | Stufenbarren         | 14,166           | 15               | ausgeschieden    | ausgeschieden    | ausgeschieden    |
| Manila Esposito                                                               | Mehrkampf Einzel     | 55,898           | 6                | 53,599           | 14               | 14               |
| Elisa Iorio                                                                   | Boden                | 12,800           | 35               | ausgeschieden    | ausgeschieden    | ausgeschieden    |
| Elisa Iorio                                                                   | Schwebebalken        | 12,966           | 39               | ausgeschieden    | ausgeschieden    | ausgeschieden    |
| Elisa Iorio                                                                   | Stufenbarren         | 14,366           | 12               | ausgeschieden    | ausgeschieden    | ausgeschieden    |
| Elisa Iorio                                                                   | Mehrkampf Einzel     | 53,898           | 13               | ausgeschieden    | ausgeschieden    | ausgeschieden    |
| Giorgia Villa                                                                 | Stufenbarren         | 13,666           | 27               | ausgeschieden    | ausgeschieden    | ausgeschieden    |
| Angela Andreoli Alice D’Amato Manila Esposito Elisa Iorio Giorgia Villa       | Mehrkampf Mannschaft | 166,861          | 2                | 165,494          | 2                | Silber           |
| Männer                                                                        |                      |                  |                  |                  |                  |                  |
| Yumin Abbadini                                                                | Barren               | 14,200           | 31               | ausgeschieden    | ausgeschieden    | ausgeschieden    |
| Yumin Abbadini                                                                | Boden                | 13,933           | 24               | ausgeschieden    | ausgeschieden    | ausgeschieden    |
| Yumin Abbadini                                                                | Pauschenpferd        | 14,200           | 19               | ausgeschieden    | ausgeschieden    | ausgeschieden    |
| Yumin Abbadini                                                                | Reck                 | 14,200           | 9                | ausgeschieden    | ausgeschieden    | ausgeschieden    |
| Yumin Abbadini                                                                | Ringe                | 13,400           | 33               | ausgeschieden    | ausgeschieden    | ausgeschieden    |
| Yumin Abbadini                                                                | Mehrkampf Einzel     | 83,933           | 8                | 83,198           | 11               | 11               |
| Nicola Bartolini                                                              | Barren               | 14,100           | 35               | ausgeschieden    | ausgeschieden    | ausgeschieden    |
| Nicola Bartolini                                                              | Boden                | 14,000           | 19               | ausgeschieden    | ausgeschieden    | ausgeschieden    |
| Nicola Bartolini                                                              | Ringe                | nicht angetreten | nicht angetreten | nicht angetreten | nicht angetreten | nicht angetreten |
| Lorenzo Casali                                                                | Barren               | 14,000           | 39               | ausgeschieden    | ausgeschieden    | ausgeschieden    |
| Lorenzo Casali                                                                | Boden                | 14,000           | 20               | ausgeschieden    | ausgeschieden    | ausgeschieden    |
| Lorenzo Casali                                                                | Pauschenpferd        | 11,700           | 60               | ausgeschieden    | ausgeschieden    | ausgeschieden    |
| Lorenzo Casali                                                                | Reck                 | 14,433           | 30               | ausgeschieden    | ausgeschieden    | ausgeschieden    |
| Lorenzo Casali                                                                | Ringe                | 13,600           | 26               | ausgeschieden    | ausgeschieden    | ausgeschieden    |
| Lorenzo Casali                                                                | Mehrkampf Einzel     | 81,166           | 25               | ausgeschieden    | ausgeschieden    | ausgeschieden    |
| Mario Macchiati                                                               | Barren               | 13,766           | 49               | ausgeschieden    | ausgeschieden    | ausgeschieden    |
| Mario Macchiati                                                               | Boden                | 13,566           | 39               | ausgeschieden    | ausgeschieden    | ausgeschieden    |
| Mario Macchiati                                                               | Pauschenpferd        | 13,833           | 23               | ausgeschieden    | ausgeschieden    | ausgeschieden    |
| Mario Macchiati                                                               | Reck                 | 13,166           | 40               | ausgeschieden    | ausgeschieden    | ausgeschieden    |
| Mario Macchiati                                                               | Ringe                | 13,400           | 33               | ausgeschieden    | ausgeschieden    | ausgeschieden    |
| Mario Macchiati                                                               | Mehrkampf Einzel     | 82,231           | 16               | 81,497           | 19               | 19               |
| Carlo Macchini                                                                | Pauschenpferd        | 12,766           | 49               | ausgeschieden    | ausgeschieden    | ausgeschieden    |
| Carlo Macchini                                                                | Reck                 | 11,666           | 65               | ausgeschieden    | ausgeschieden    | ausgeschieden    |
| Yumin Abbadini Nicola Bartolini Lorenzo Casali Mario Macchiati Carlo Macchini | Mehrkampf Mannschaft | 249,764          | 6                | 248,260          | 6                | 6                |

#### Rhythmische Sportgymnastik
| Athletinnen                                                                     | Wettbewerb           | Qualifikation | Qualifikation | Finale  | Finale | Rang   |
| Athletinnen                                                                     | Wettbewerb           | Punkte        | Rang          | Punkte  | Rang   | Rang   |
| ------------------------------------------------------------------------------- | -------------------- | ------------- | ------------- | ------- | ------ | ------ |
| Frauen                                                                          |                      |               |               |         |        |        |
| Sofia Raffaeli                                                                  | Mehrkampf Einzel     | 139,100       | 1             | 136,300 | 3      | Bronze |
| Milena Baldassarri                                                              | Mehrkampf Einzel     | 129,250       | 9             | 129,700 | 8      | 8      |
| Alessia Maurelli Martina Centofanti Agnese Duranti Daniela Mogurean Laura Paris | Mehrkampf Mannschaft | 69,350        | 2             | 68,100  | 3      | Bronze |

### Volleyball
Beide italienischen Volleyballteams qualifizierten sich über die Weltrangliste für die Olympischen Spiele.
| Wettbewerb      | Frauen | Männer |
| --------------- | --- | --- |
| Athleten        | Ekaterina Antropova Caterina Bosetti Carlotta Cambi Anna Danesi Alice Degradi Paola Egonu Sarah Fahr Monica De Gennaro Gaia Giovannini Marina Lubian Alessia Orro Myriam Sylla | Fabio Balaso Mattia Bottolo Alessandro Bovolenta Gianluca Galassi Simone Giannelli Daniele Lavia Alessandro Michieletto Luca Porro Yuri Romanò Roberto Russo Giovanni Sanguinetti Riccardo Sbertoli |
| P-Akkreditierte | Ilaria Spirito | Gabriele Laurenzano |
| Trainer         | Julio Velasco | Ferdinando „Fefè“ De Giorgi |
| Gruppenphase    | Dominikanische Republik 3:1 (25:19, 24:26, 25:21, 25:18) Niederlande 3:0 (29:27, 25:18, 25:19) Türkei 3:0 (25:14, 25:16, 25:21)                                                | Brasilien 3:1 (25:23, 27:25, 18:25, 25:21) Ägypten 3:0 (25:15, 25:16, 25:20) Polen 3:1 (25:15, 25:18, 24:26, 25:20)                                                                                 |
| Viertelfinale   | Serbien 3:0 (26:24, 25:20, 25:20) | Japan 3:2 (20:25, 23:25, 27:25, 26:24, 17:15) |
| Halbfinale      | Türkei 3:0 (25:22, 25:19, 25:22) | Frankreich 0:3 (20:25, 21:25, 21:25) |
| Spiel um Bronze | — | Vereinigte Staaten 0:3 (23:25, 28:30, 24:26) |
| Finale          | Vereinigte Staaten 3:0 (25:18, 25:20, 25:17) | — |
| Rang            | Gold | 4 |

### Wasserball
Bei den Weltmeisterschaften 2024 gelang beiden italienischen Teams die Qualifikation für das olympische Turnier.
| Wettbewerb         | Frauen | Männer |
| ------------------ | --- | --- |
| Athleten           | Aurora Condorelli Chiara Tabani Giuditta Galardi Silvia Avegno Sofia Giustini Dafne Bettini Domitilla Picozzi Roberta Bianconi Valeria Palmieri Claudia Marletta Agnese Cocchiere Giulia Viacava Caterina Banchelli | Marco Del Lungo Francesco Di Fulvio Alessandro Velotto Tommaso Gianazza Andrea Fondelli Francesco Condemi Vincenzo Renzuto Gonzalo Echenique Nicholas Presciutti Lorenzo Bruni Edoardo Di Somma Matteo Iocchi Gratta Gianmarco Nicosia |
| Trainer            | Carlo Silipo | Sandro Campagna |
| Gruppenphase       | Frankreich (8:9) Vereinigte Staaten (3:10) Griechenland (12:8) Spanien (11:13) | Vereinigte Staaten (12:8) Kroatien (14:11) Montenegro (11:9) Rumänien (18:7) Griechenland (8:9) |
| Viertelfinale      | Niederlande (8:11) | Ungarn (10:12) |
| Platzierungsspiele | Kanada (10:5) Ungarn (12:15) | Spanien (9:11) Australien (10:6) |
| Halbfinale         | ausgeschieden | ausgeschieden |
| Finale             | ausgeschieden | ausgeschieden |
| Rang               | 6 | 7 |

### Wasserspringen
Über die Weltmeisterschaften 2023 und 2024 haben sich die italienischen Wasserspringer zehn Quotenplätze gesichert.
| Athleten                         | Wettbewerb           | Vorkampf | Vorkampf | Halbfinale    | Halbfinale    | Finale        | Finale        | Rang |
| Athleten                         | Wettbewerb           | Punkte   | Rang     | Punkte        | Rang          | Punkte        | Rang          | Rang |
| -------------------------------- | -------------------- | -------- | -------- | ------------- | ------------- | ------------- | ------------- | ---- |
| Frauen                           |                      |          |          |               |               |               |               |      |
| Chiara Pellacani                 | Kunstspringen 3 m    | 297,70   | 7        | 324,75        | 3             | 309,60        | 4             | 4    |
| Elena Bertocchi                  | Kunstspringen 3 m    | 282,30   | 14       | 245,10        | 17            | ausgeschieden | ausgeschieden | 17   |
| Sarah Jodoin di Maria            | Turmspringen 10 m    | 286,10   | 11       | 294,85        | 10            | 301,75        | 10            | 10   |
| Maia Biginelli                   | Turmspringen 10 m    | 277,00   | 18       | 240,80        | 18            | ausgeschieden | ausgeschieden | 18   |
| Chiara Pellacani Elena Bertocchi | Synchronspringen 3 m | —        | —        | —             | —             | 293,52        | 4             | 4    |
| Männer                           |                      |          |          |               |               |               |               |      |
| Giovanni Tocci                   | Kunstspringen 3 m    | 346,85   | 22       | ausgeschieden | ausgeschieden | ausgeschieden | ausgeschieden | 22   |
| Lorenzo Marsaglia                | Kunstspringen 3 m    | 405,05   | 7        | 354,05        | 18            | ausgeschieden | ausgeschieden | 18   |
| Riccardo Giovannini              | Turmspringen 10 m    | 387,65   | 15       | 400,65        | 13            | ausgeschieden | ausgeschieden | 13   |
| Andreas Larsen                   | Turmspringen 10 m    | 369,50   | 16       | 394,15        | 15            | ausgeschieden | ausgeschieden | 15   |
| Giovanni Tocci Lorenzo Marsaglia | Synchronspringen 3 m | —        | —        | —             | —             | 403,05        | 4             | 4    |